# Belforten in België en Frankrijk
Belforten in België en Frankrijk is een geheel van 56 torens, dat door de UNESCO vanaf 1999 werd aangewezen als Werelderfgoed. Het zijn architectonische manifestaties van macht en rijkdom van de steden in het historisch Vlaanderen en naburige gebieden vanaf de late middeleeuwen.

## Algemene situering
In vergelijking met de slottoren (symbool van de adel) en de kerktoren (symbool van de kerk) representeert het belfort, als derde toren in het stedelijk landschap, de macht van schout en schepenen. De belforten werden gebouwd tussen de 11de en 17de eeuw en lopen qua bouwstijl daarmee uiteen van romaans, gotisch en renaissance tot barok. Weinig torens zijn vrijstaand. De meeste belforten zijn gebouwd op of aan een stadhuis of lakenhal.

Kaart met de belforten in België en Frankrijk op de Werelderfgoedlijst

Ondanks het thema (burgerlijke belforten) bevat de UNESCO-lijst ook nog zes Vlaamse kerktorens die tevens dienden als uitkijktoren of alarmbeltoren: de Onze-Lieve-Vrouwekathedraal in Antwerpen, de Sint-Romboutskathedraal in Mechelen, de Sint-Pieterskerk (Leuven), de Sint-Germanuskerk (Tienen), de Onze-Lieve-Vrouwebasiliek (Tongeren) en de Sint-Leonarduskerk in Zoutleeuw.

## Geschiedenis
In 1999 nam de UNESCO 26 Vlaamse en 6 Waalse torens op in een nieuwe lijst Belforten in Vlaanderen en Wallonië. In 2005 werden het belfort van het Waalse Gembloers en 23 belforten in het noorden van Frankrijk toegevoegd aan de lijst. Deze werd dan hernoemd tot Belforten in België en Frankrijk. Een opmerkelijke afwezige op de lijst lijkt de toren van het Stadhuis van Brussel, maar deze is nooit als belfort gebouwd. Het eigenlijke belfort van Brussel stond tegen de Sint-Niklaaskerk en is in 1714 ingestort. Overigens maakt het stadhuis van Brussel wel deel uit van het werelderfgoed Grote Markt.

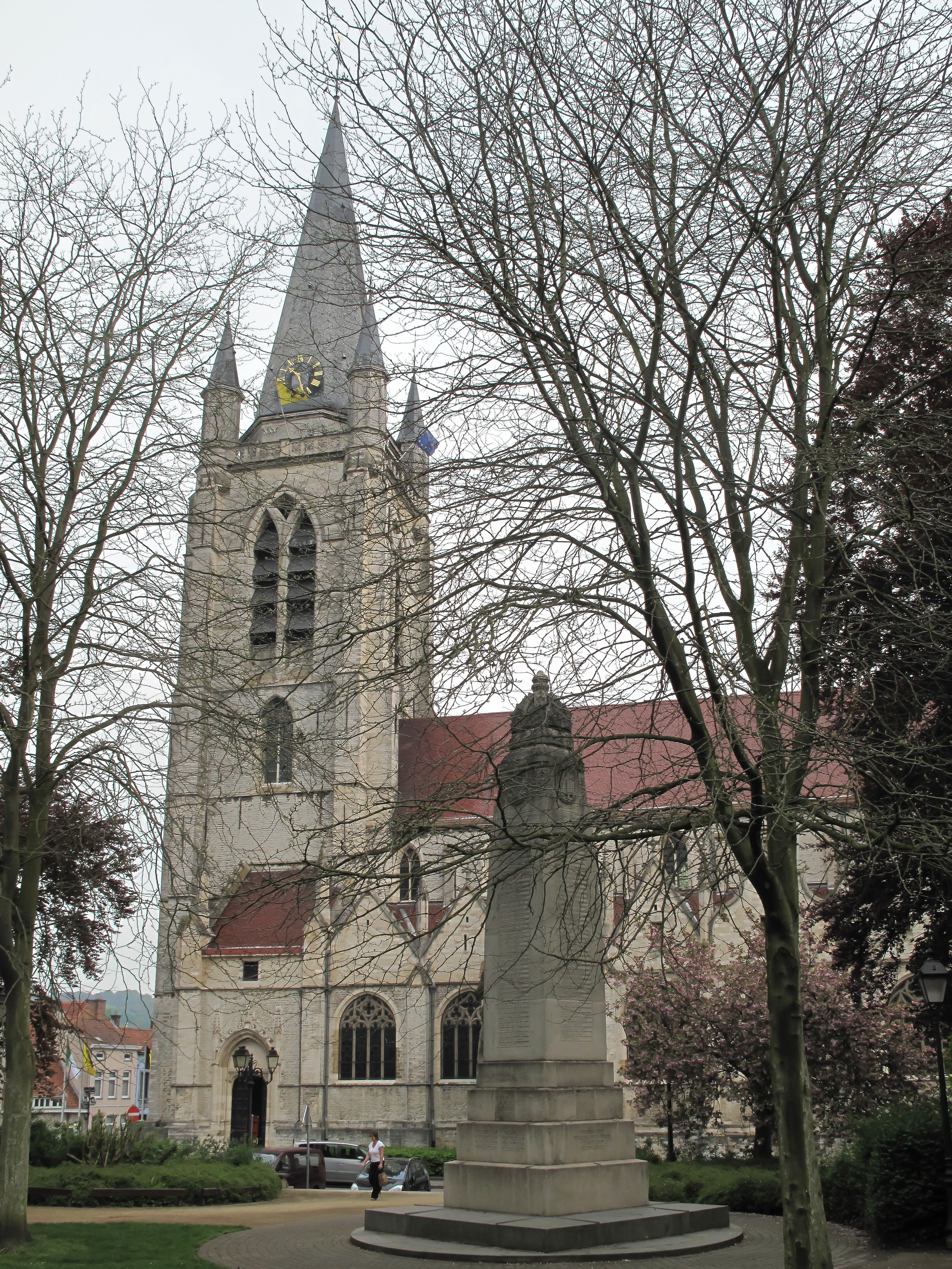
Sint-Hermesbasiliek Ronse

In januari 2010 gingen er stemmen op om ook het enige belfort van Nederland, het Belfort van Sluis in Zeeuws-Vlaanderen toe te voegen. Ook de stad Ronse diende in 2022 bij Onroerend Erfgoed Vlaanderen een dossier in om bij uitbreiding de toren van de Sint-Hermesbasiliek toe te voegen aan deze UNESCO-lijst.

## België

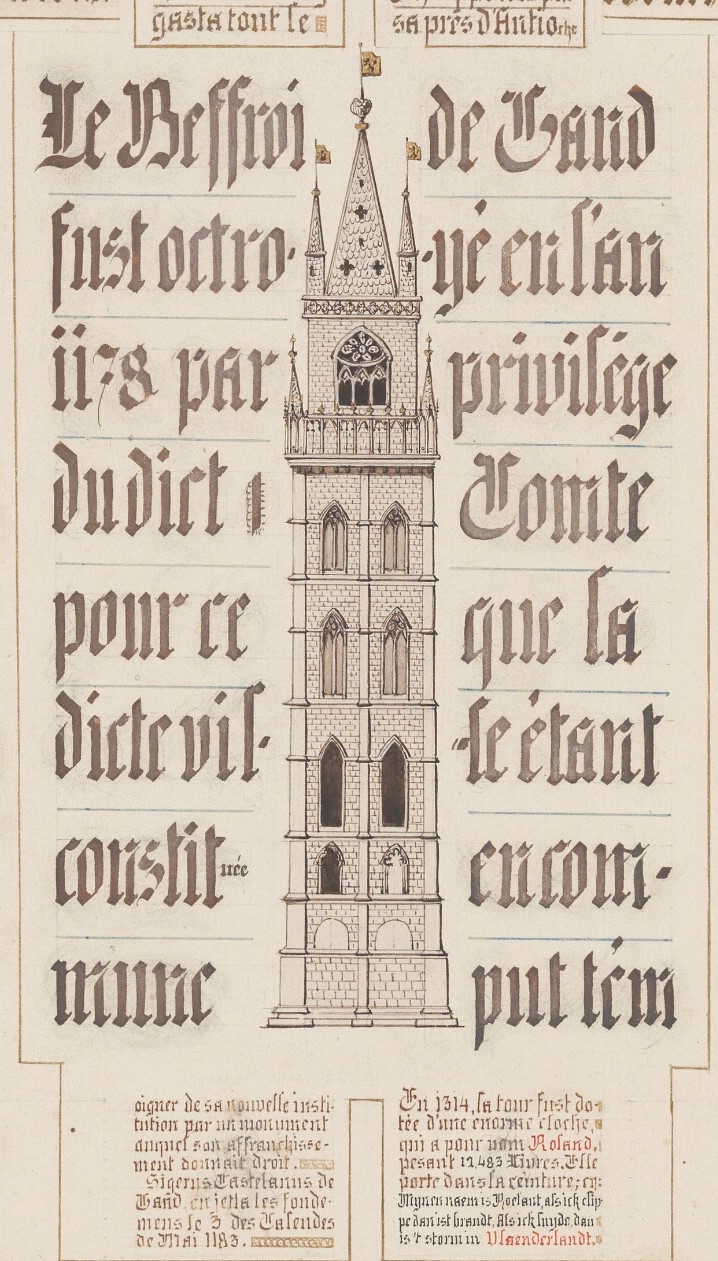
19de-eeuwse miniatuur van het Belfort van Gent. Fragment uit het manuscript "Gand et Flandre" met kronieken, kaarten, miniaturen en monumenten. Gemaakt door Bruno Christiaenssens, 1844.

de nummers corresponderen met de volgorde in de complete lijst ID 943/943bis van de UNESCO, zie Externe links

#### Antwerpen (provincie)
| ID 943-002 | Antwerpen | Toren van de Kathedraal                                             |
| ID 943-003 | Antwerpen | Stadhuis                                                            |
| ID 943-009 | Herentals | Voormalige Stads- en Lakenhal                                       |
| ID 943-013 | Lier      | Stadhuis en Belfort                                                 |
| ID 943-016 | Mechelen  | Toren van de Kathedraal                                             |
| ID 943-015 | Mechelen  | Oude Lakenhal met Belfort, het oudste deel van het huidige stadhuis |

#### West-Vlaanderen
| ID 943-004 | Brugge     | Belfort bekend als Halletoren                           |
| ID 943-006 | Diksmuide  | Stadhuis en Belfort                                     |
| ID 943-011 | Kortrijk   | Belfort bekend als Halletoren                           |
| ID 943-014 | Lo-Reninge | Vroegere Stadhuis met Belfort, nu een hotel             |
| ID 943-017 | Menen      | Stadhuis en aangrenzend Belfort                         |
| ID 943-018 | Nieuwpoort | Graanhal, ook bekend als Stadshalle, met Belfort        |
| ID 943-020 | Roeselare  | Stadhuis, Markthal en Belfort                           |
| ID 943-022 | Tielt      | Belfort bekend als Hallentoren, Lakenhal en Schepenhuis |
| ID 943-025 | Veurne     | Belfort, bekend als Landhuis of Belfort                 |
| ID 943-010 | Ieper      | Lakenhalle met Belfort                                  |

#### Oost-Vlaanderen
| ID 943-001 | Aalst       | Schepenhuis met Belfort          |
| ID 943-005 | Dendermonde | Stadhuis met Belfort             |
| ID 943-007 | Eeklo       | Stadhuis met Belfort             |
| ID 943-008 | Gent        | Belfort, Lakenhal en Mammelokker |
| ID 943-019 | Oudenaarde  | Stadhuis met Belfort             |

#### Vlaams-Brabant
| ID 943-012 | Leuven    | Sint-Pieterskerk en Belfort      |
| ID 943-023 | Tienen    | Sint-Germanuskerk met Stadstoren |
| ID 943-026 | Zoutleeuw | Sint-Leonarduskerk               |

#### Limburg
| ID 943-021 | Sint-Truiden | Stadhuis met Belfort                     |
| ID 943-024 | Tongeren     | Onze-Lieve-Vrouwebasiliek met Stadstoren |

#### Henegouwen
| ID 943-027 | Binche    | Belfort van het Stadhuis |
| ID 943-028 | Charleroi | Belfort van het Stadhuis |
| ID 943-029 | Bergen    | Belfort                  |
| ID 943-031 | Thuin     | Belfort                  |
| ID 943-032 | Doornik   | Belfort                  |

#### Namen
| ID 943-056 | Gembloers | Belfort |
| ID 943-030 | Namen     | Belfort |

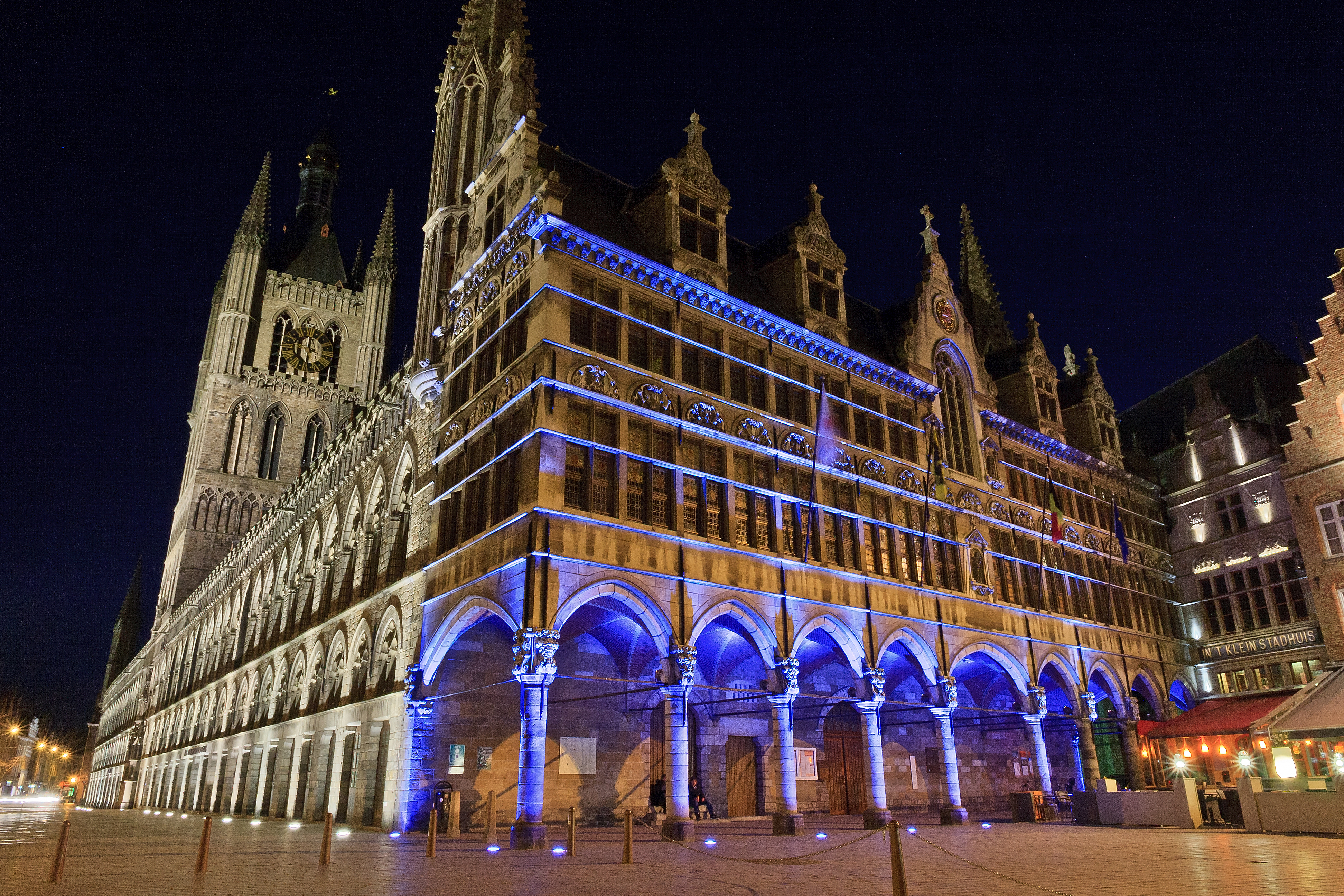
Belfort en lakenhalle Ieper
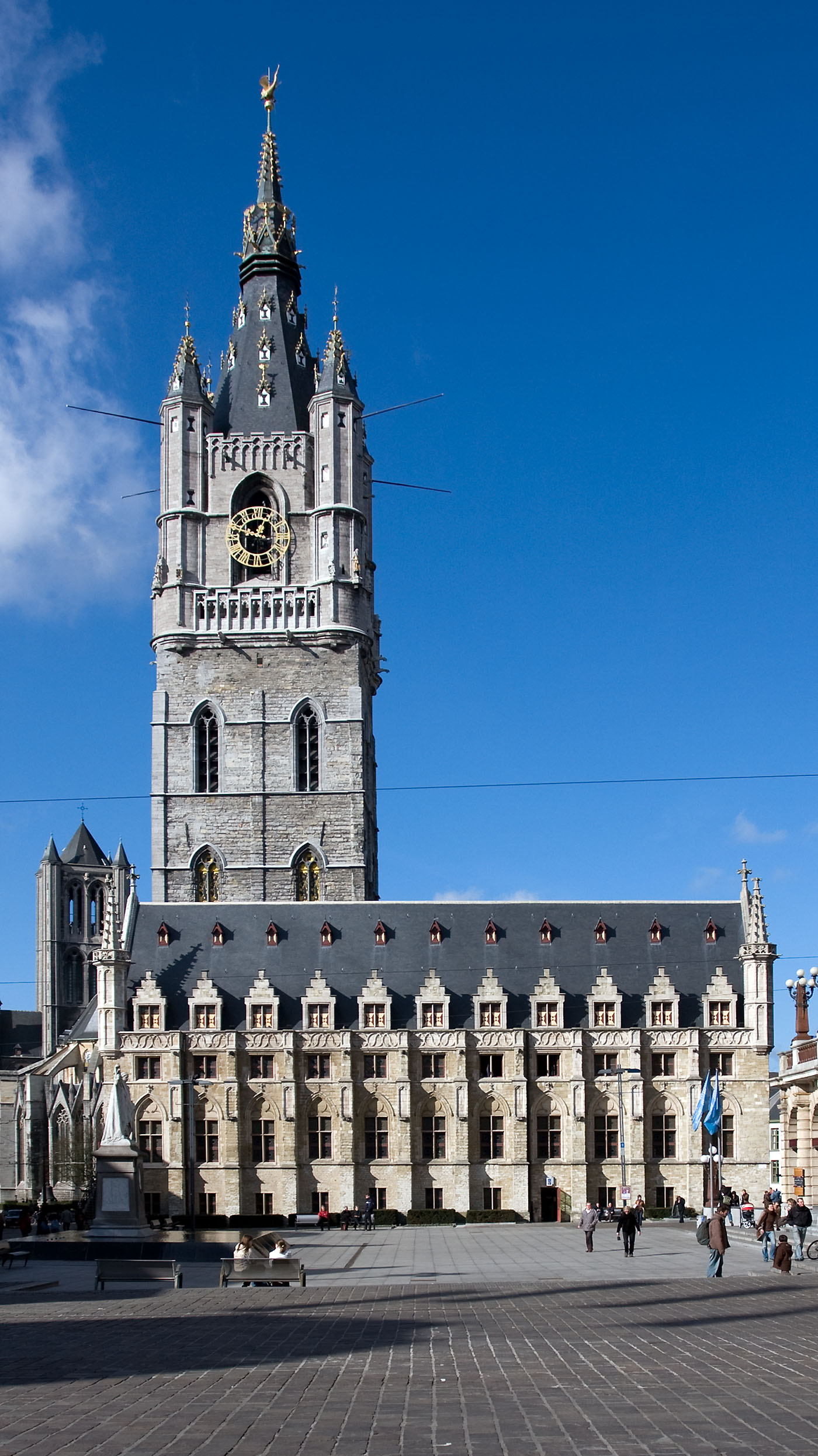
Belfort Gent
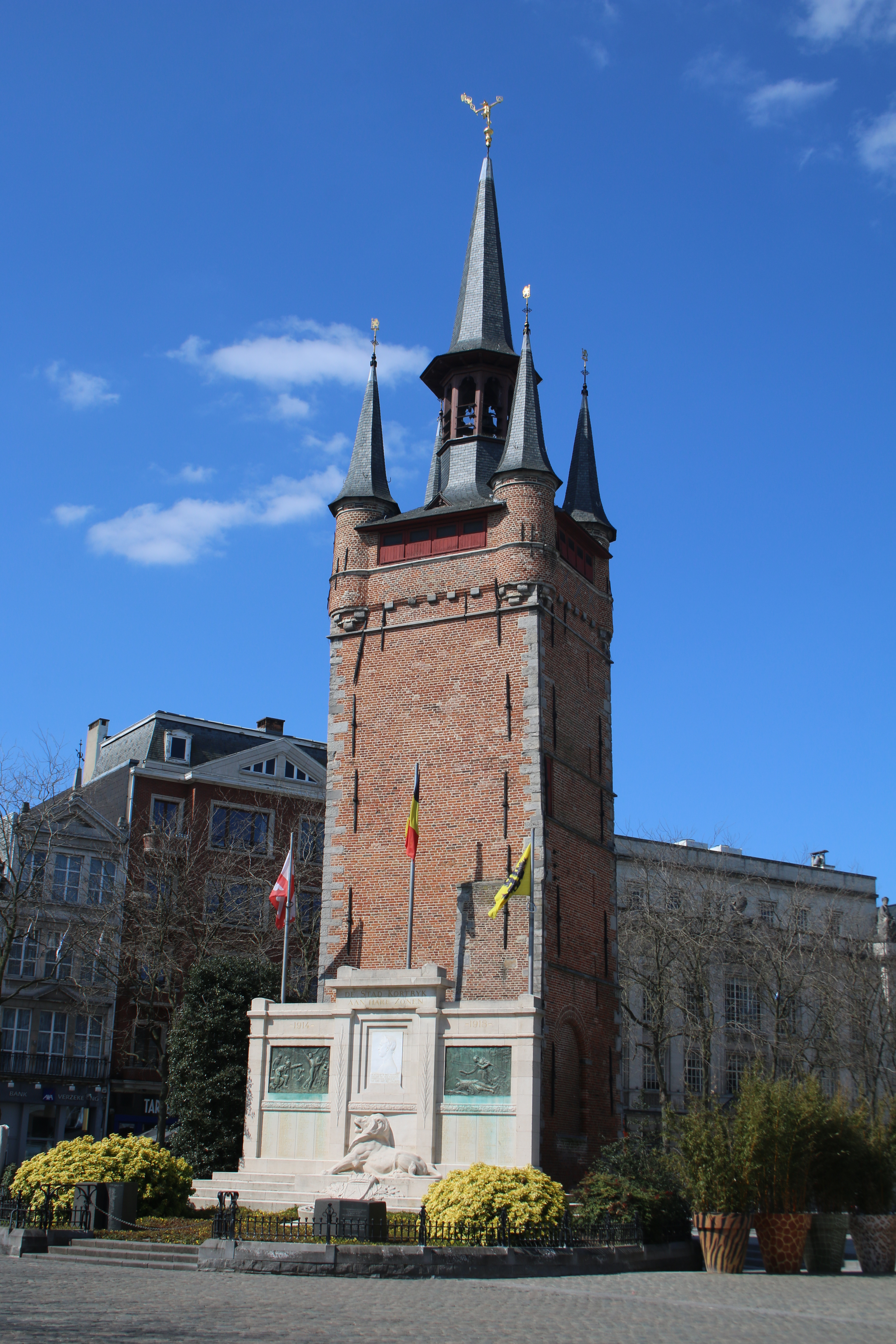
Belfort Kortrijk
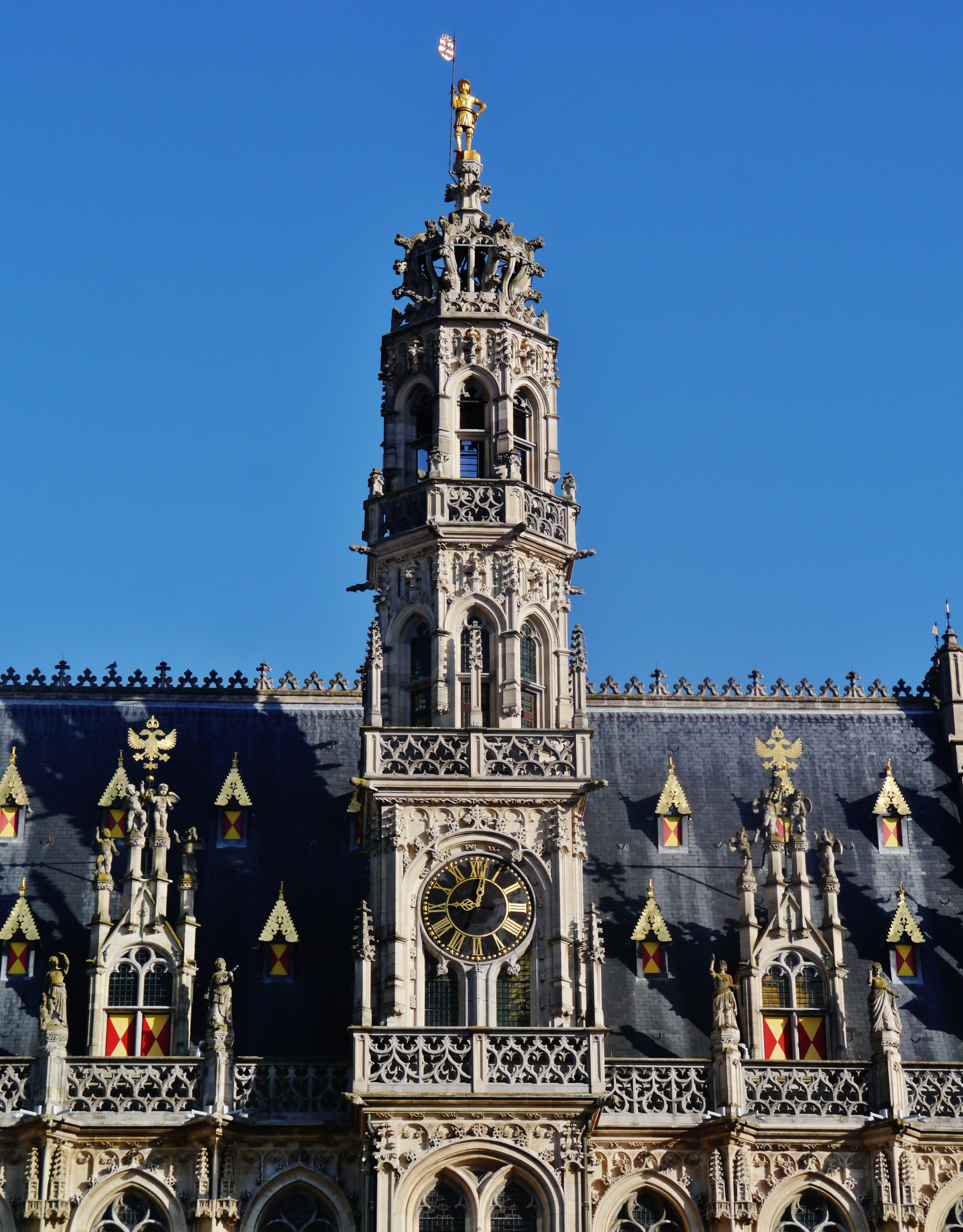
Stadhuis en Belfort Oudenaarde
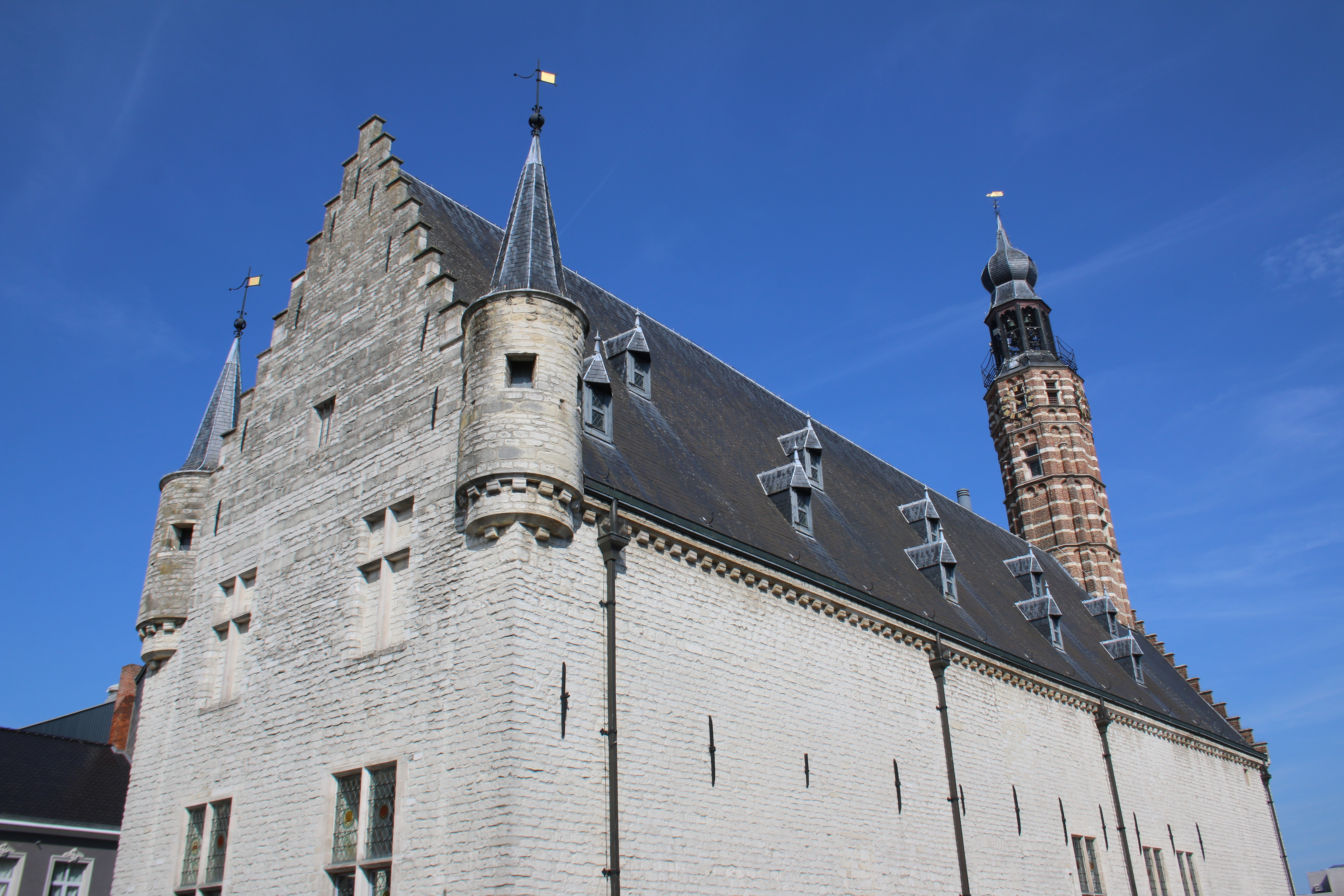
Stads- en Lakenhal Herentals
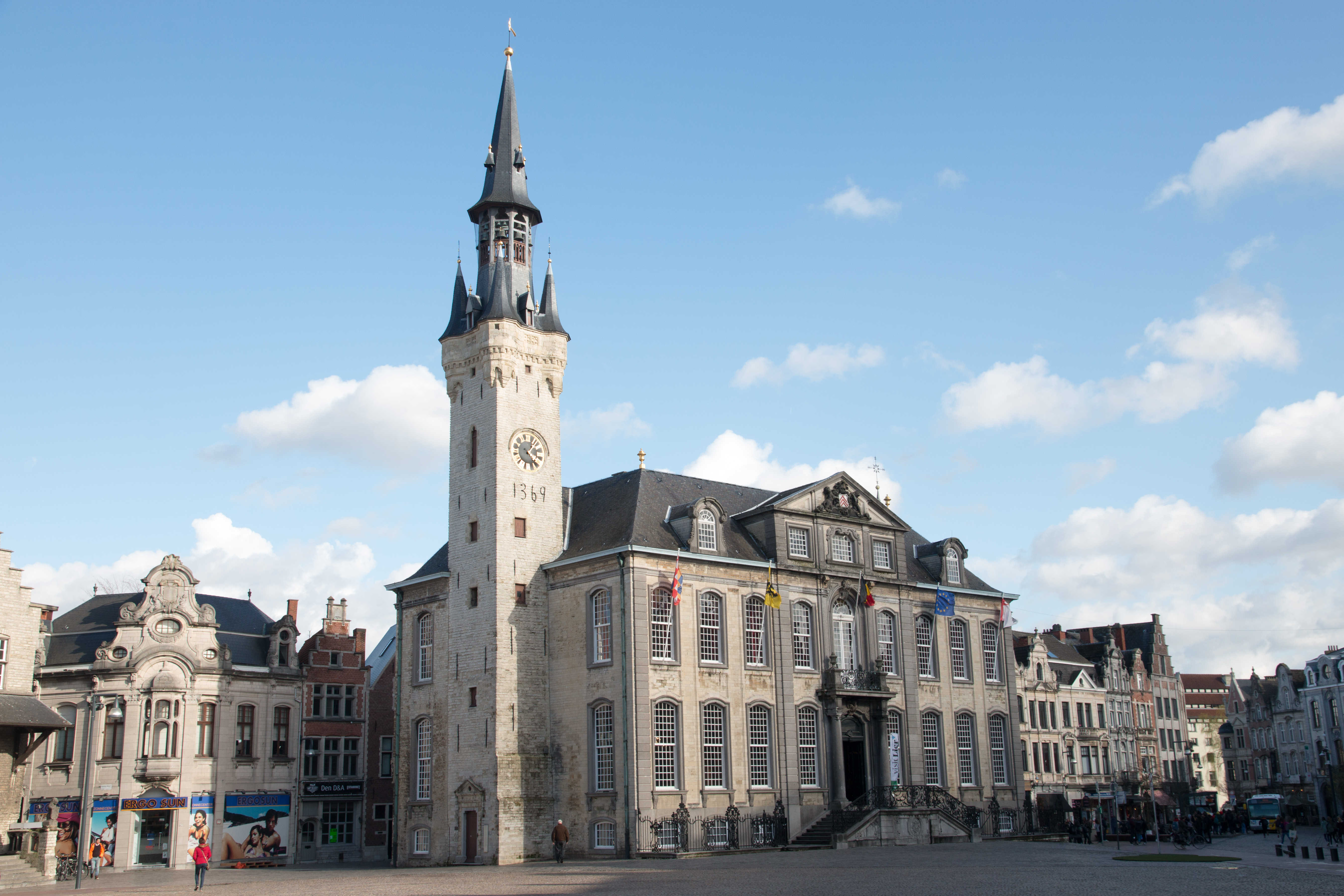
Stadhuis en Belfort Lier
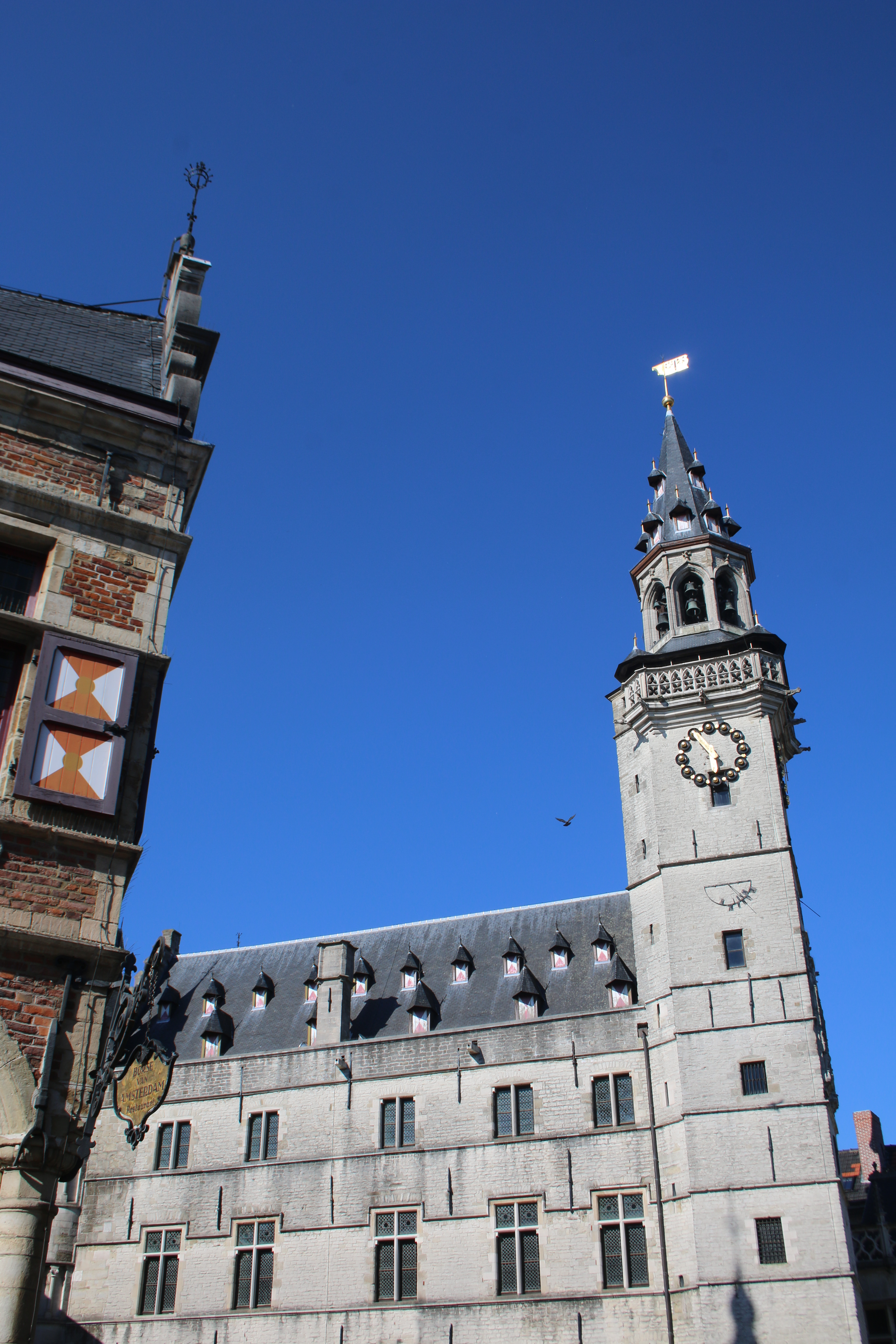
Belfort Aalst
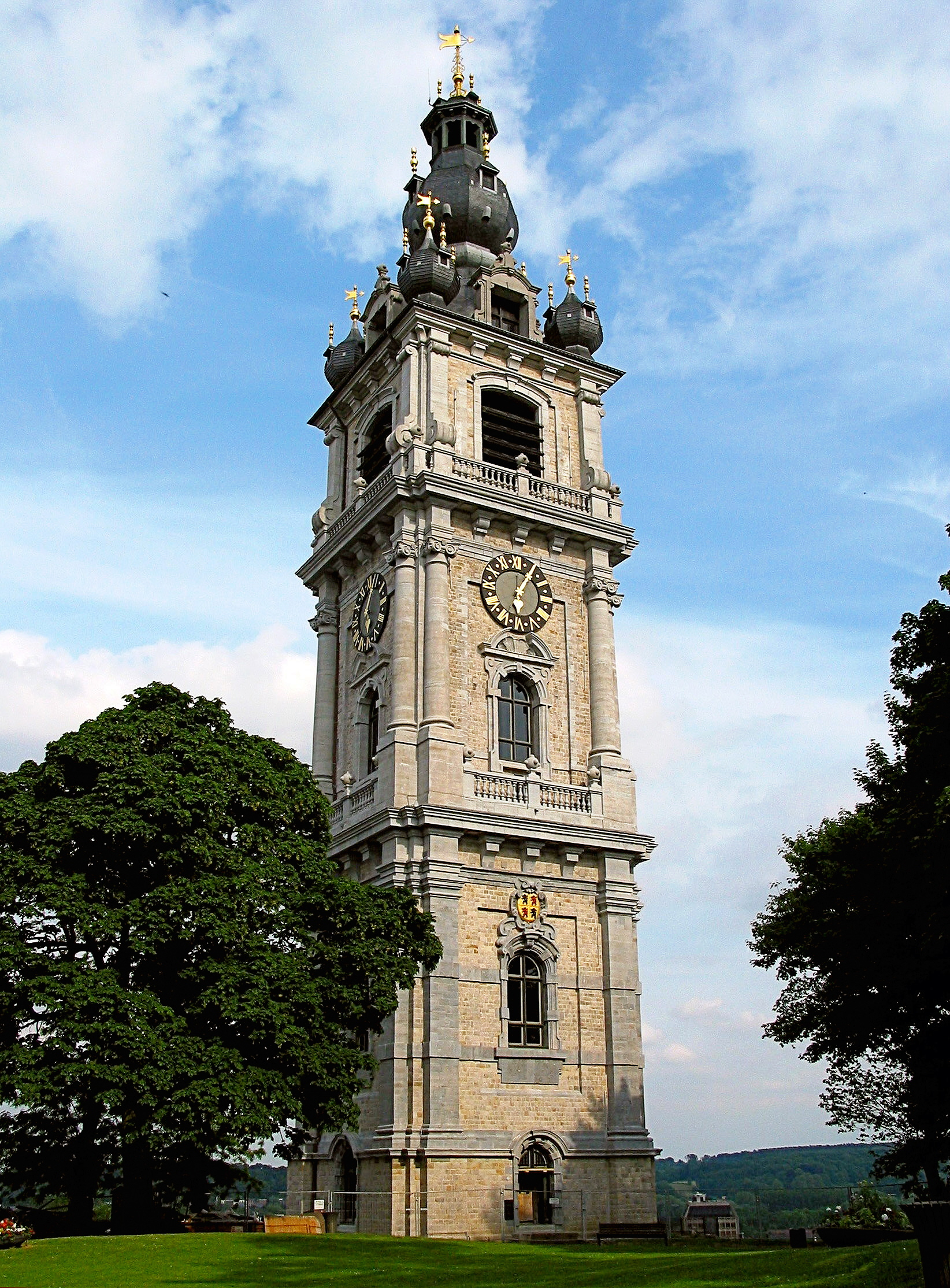
Belfort Bergen
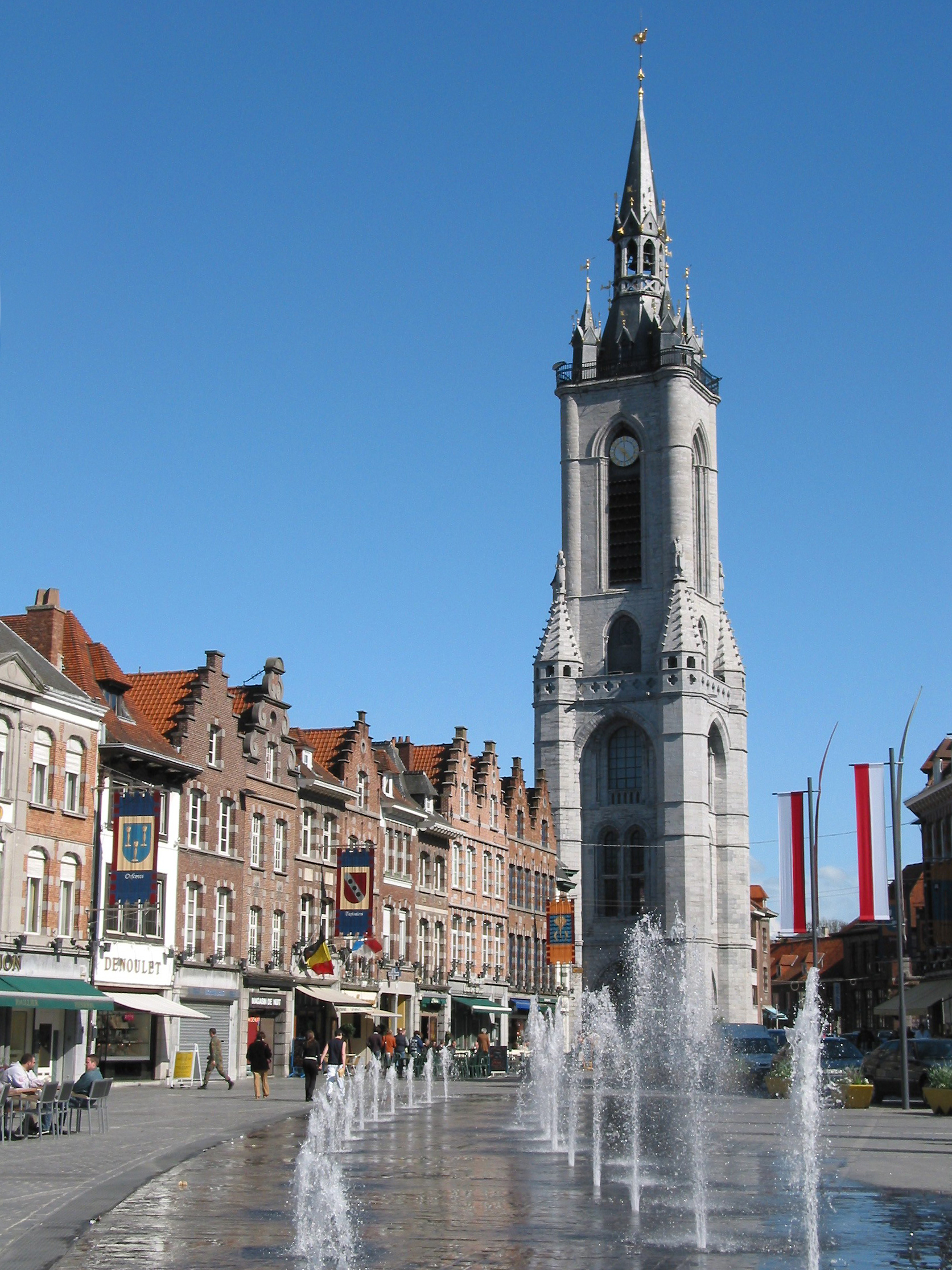
Belfort Doornik
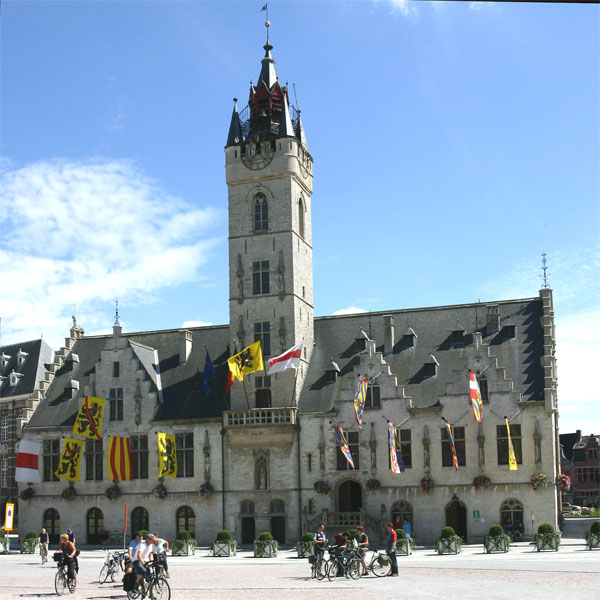
Belfort Dendermonde
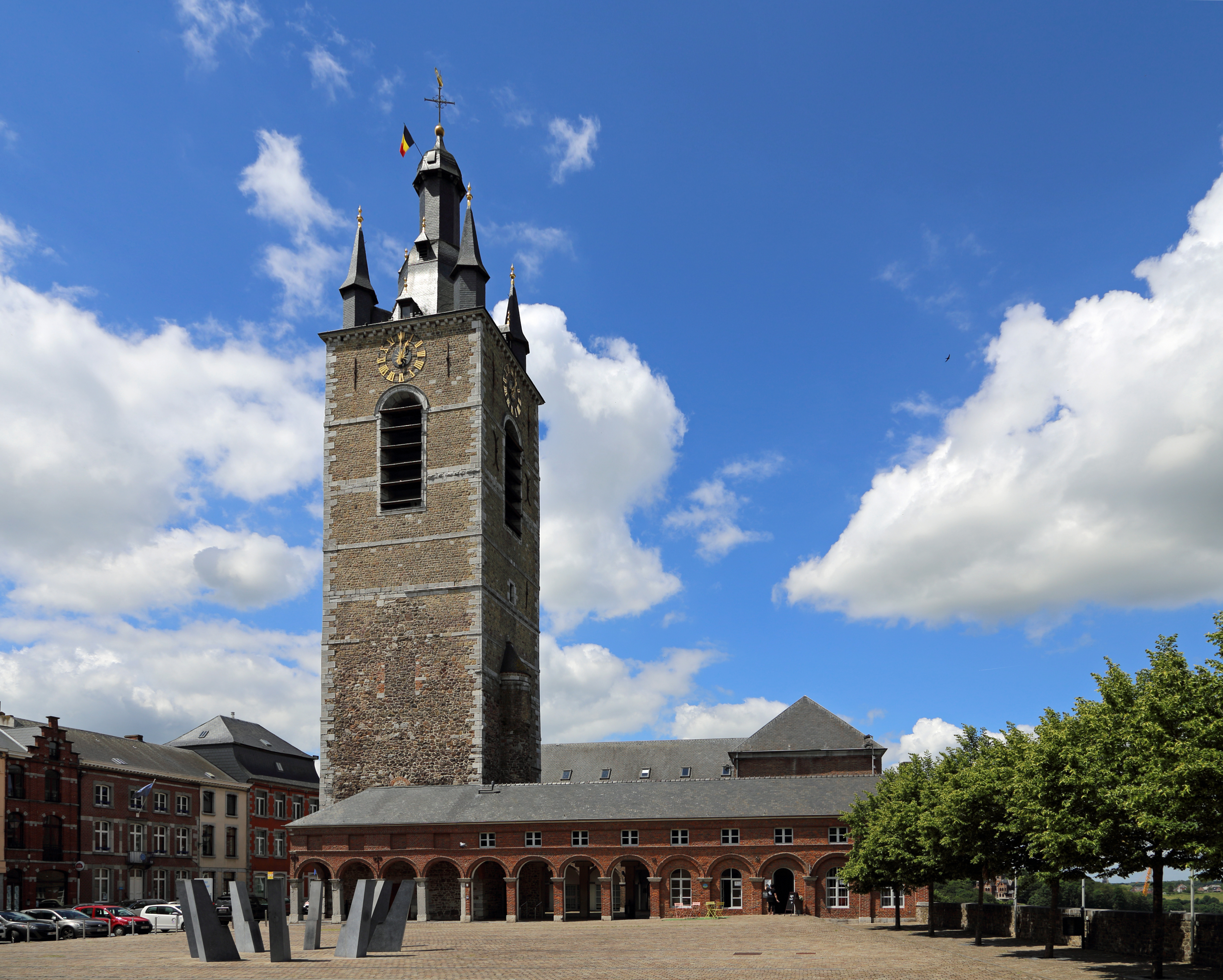
Belfort Thuin
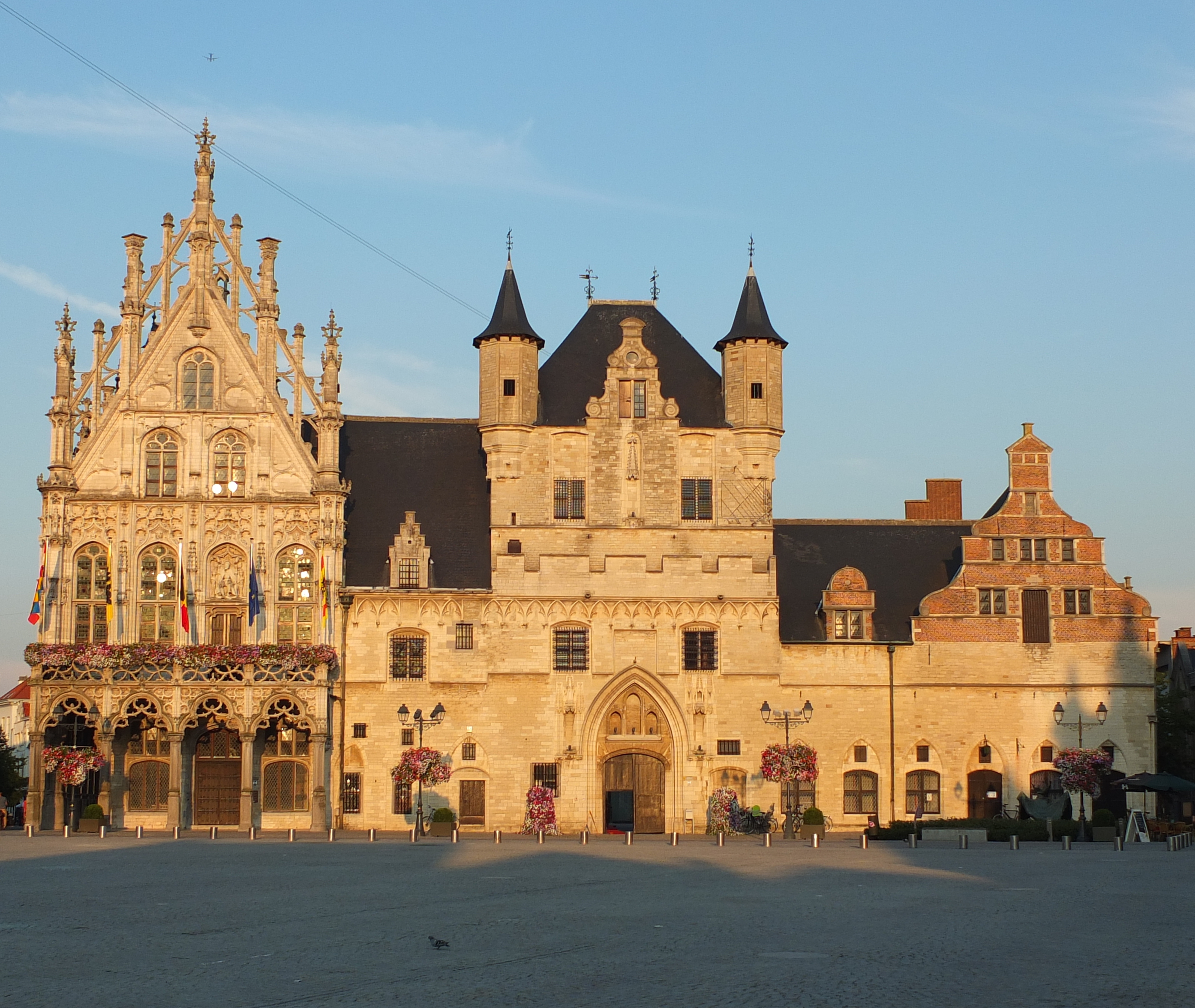
Stadhuis van Mechelen met van links naar rechts: Paleis van de Grote Raad, belfort en de lakenhal
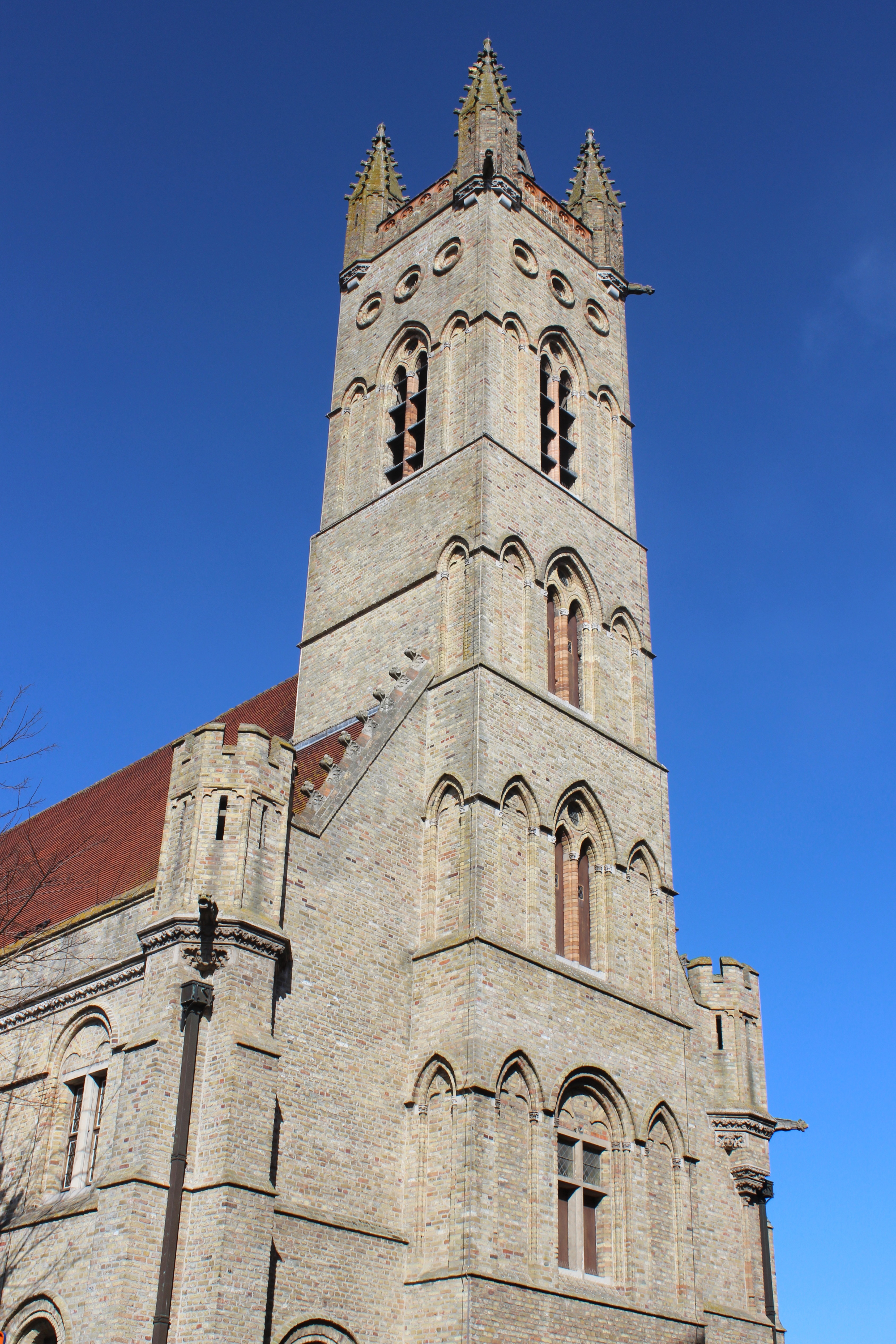
Belfort Nieuwpoort
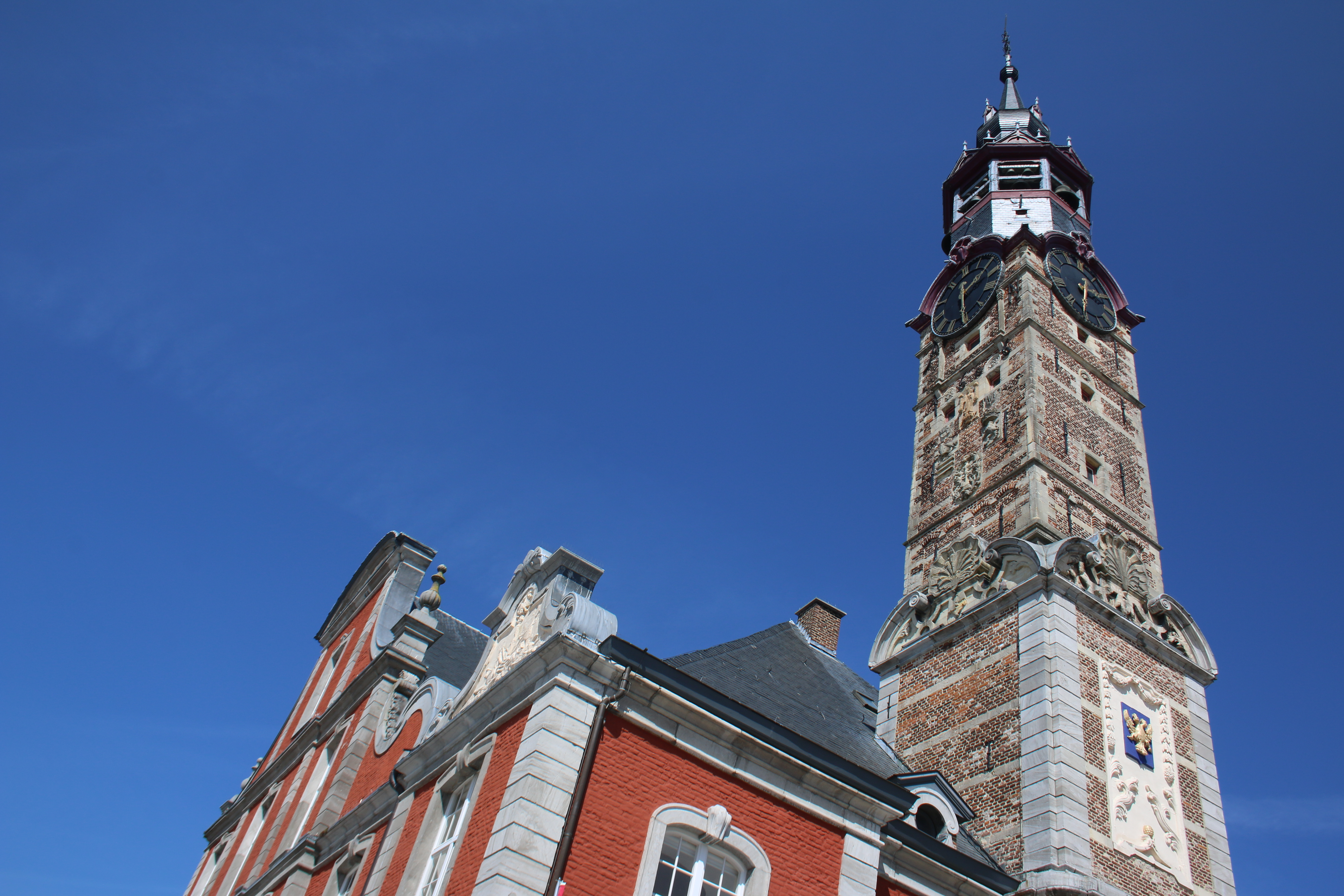
Belfort Sint-Truiden
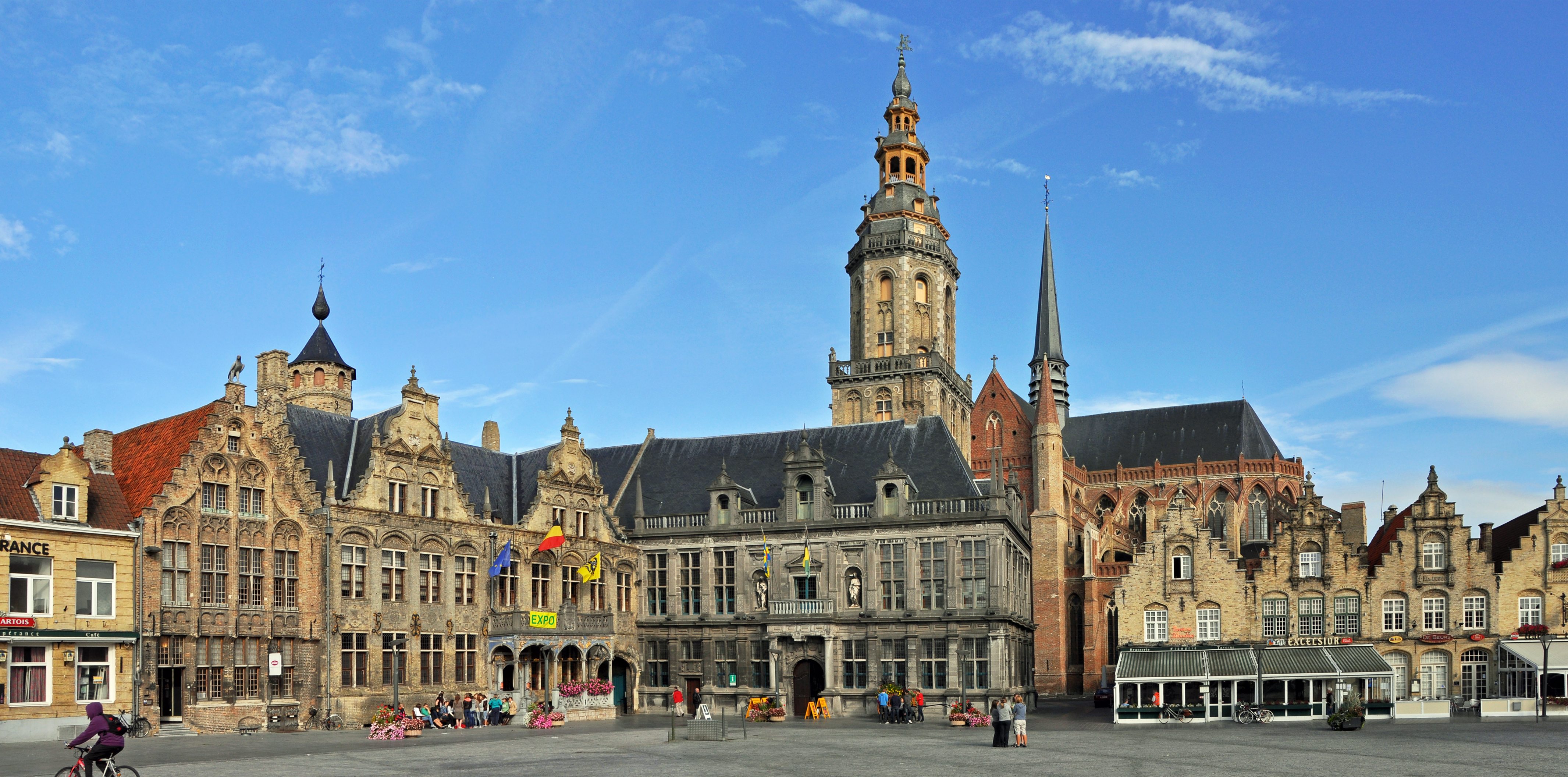
Belfort en Landhuis Veurne
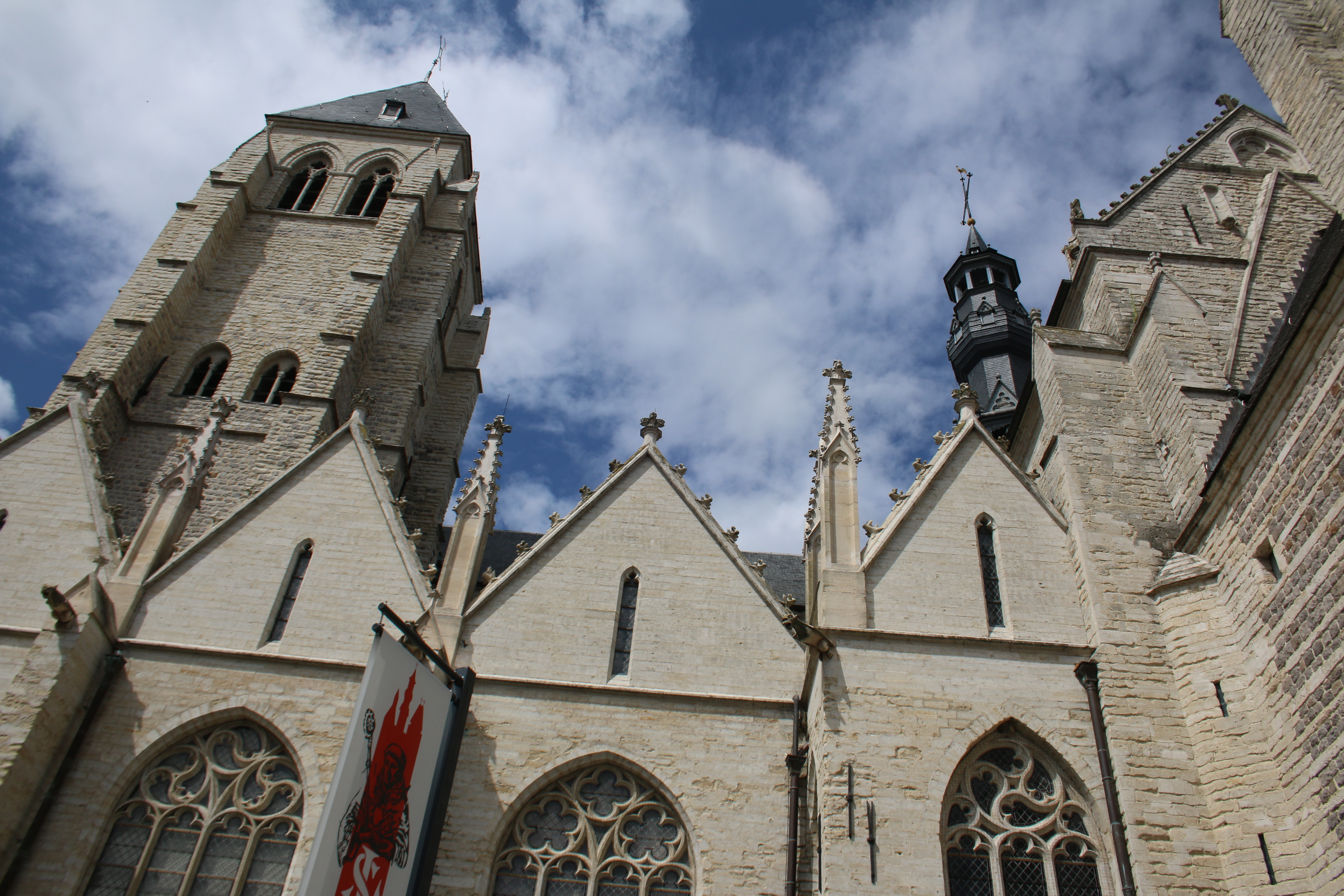
Kerkbelfort Zoutleeuw

## Frankrijk

### Noorderdepartement
| ID 943-033 | Armentières       | Belfort van het Stadhuis       |
| ID 943-034 | Belle             | Belfort van het Stadhuis       |
| ID 943-035 | Sint-Winoksbergen | Belfort                        |
| ID 943-036 | Cambrai           | Belfort                        |
| ID 943-037 | Komen             | Belfort van het Stadhuis       |
| ID 943-038 | Douai             | Belfort van het Stadhuis       |
| ID 943-040 | Duinkerke         | Belfort van het Stadhuis       |
| ID 943-039 | Duinkerke         | Belfort van de Sint-Elooiskerk |
| ID 943-041 | Grevelingen       | Belfort                        |
| ID 943-042 | Rijsel            | Belfort van het Stadhuis       |
| ID 943-043 | Loos              | Belfort van het Stadhuis       |

### Pas-de-Calais
| ID 943-044 | Aire-sur-la-Lys  | Belfort van het Stadhuis |
| ID 943-045 | Arras            | Belfort van het Stadhuis |
| ID 943-046 | Béthune          | Belfort                  |
| ID 943-047 | Boulogne-sur-Mer | Belfort van het Stadhuis |
| ID 943-048 | Calais           | Belfort van het Stadhuis |
| ID 943-049 | Hesdin           | Belfort van het Stadhuis |

### Somme
| ID 943-050 | Abbeville     | Belfort                                                             |
| ID 943-051 | Amiens        | Belfort                                                             |
| ID 943-052 | Doullens      | Belfort van het vroegere Stadhuis, nu het toeristeninformatiebureau |
| ID 943-053 | Lucheux       | Belfort op de Stadspoort                                            |
| ID 943-054 | Rue           | Belfort                                                             |
| ID 943-055 | Saint-Riquier | Belfort                                                             |

### Gironde
| ID 943-056 | Bordeaux | Belfort van het vroegere Stadhuis (La Grosse Cloche) |

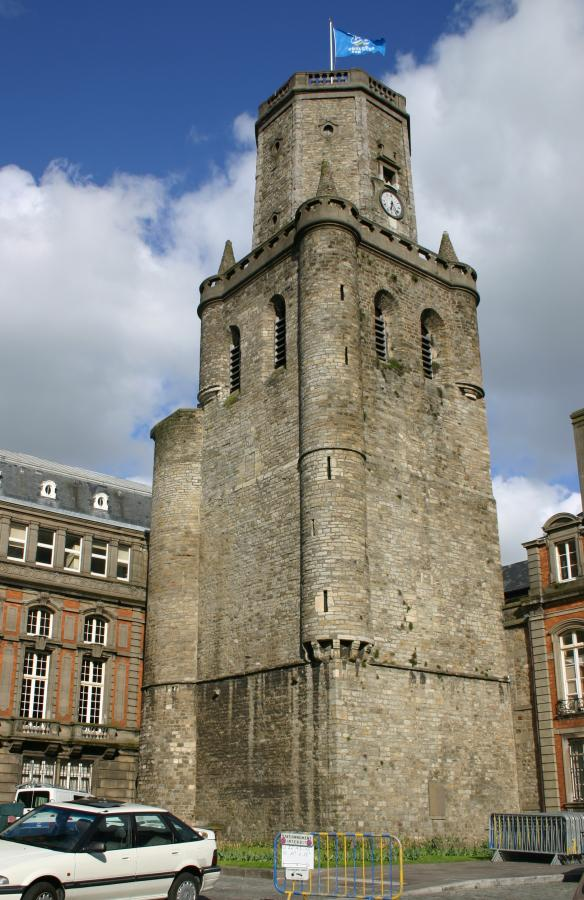
Belfort Boulogne-sur-Mer
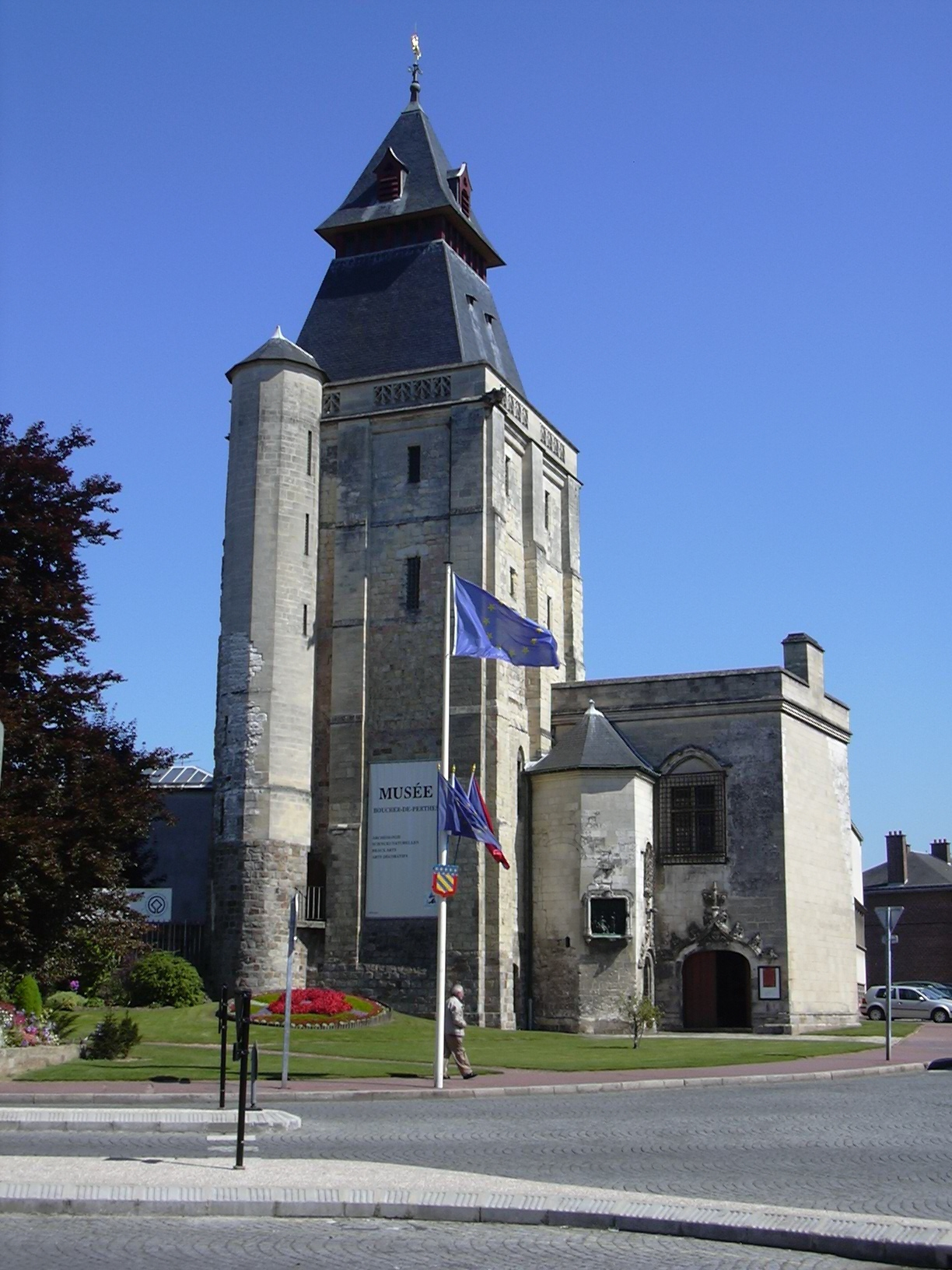
Belfort Abbeville
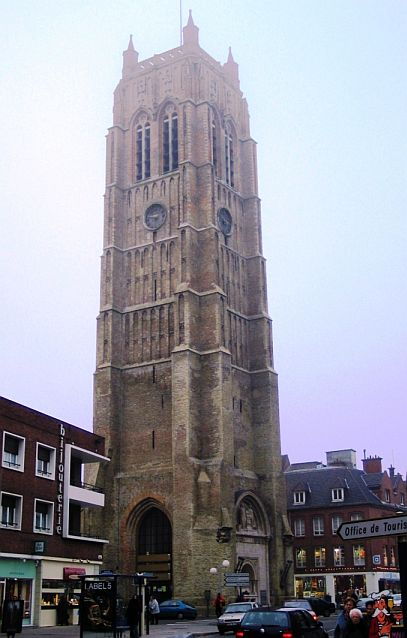
Belfort Duinkerke
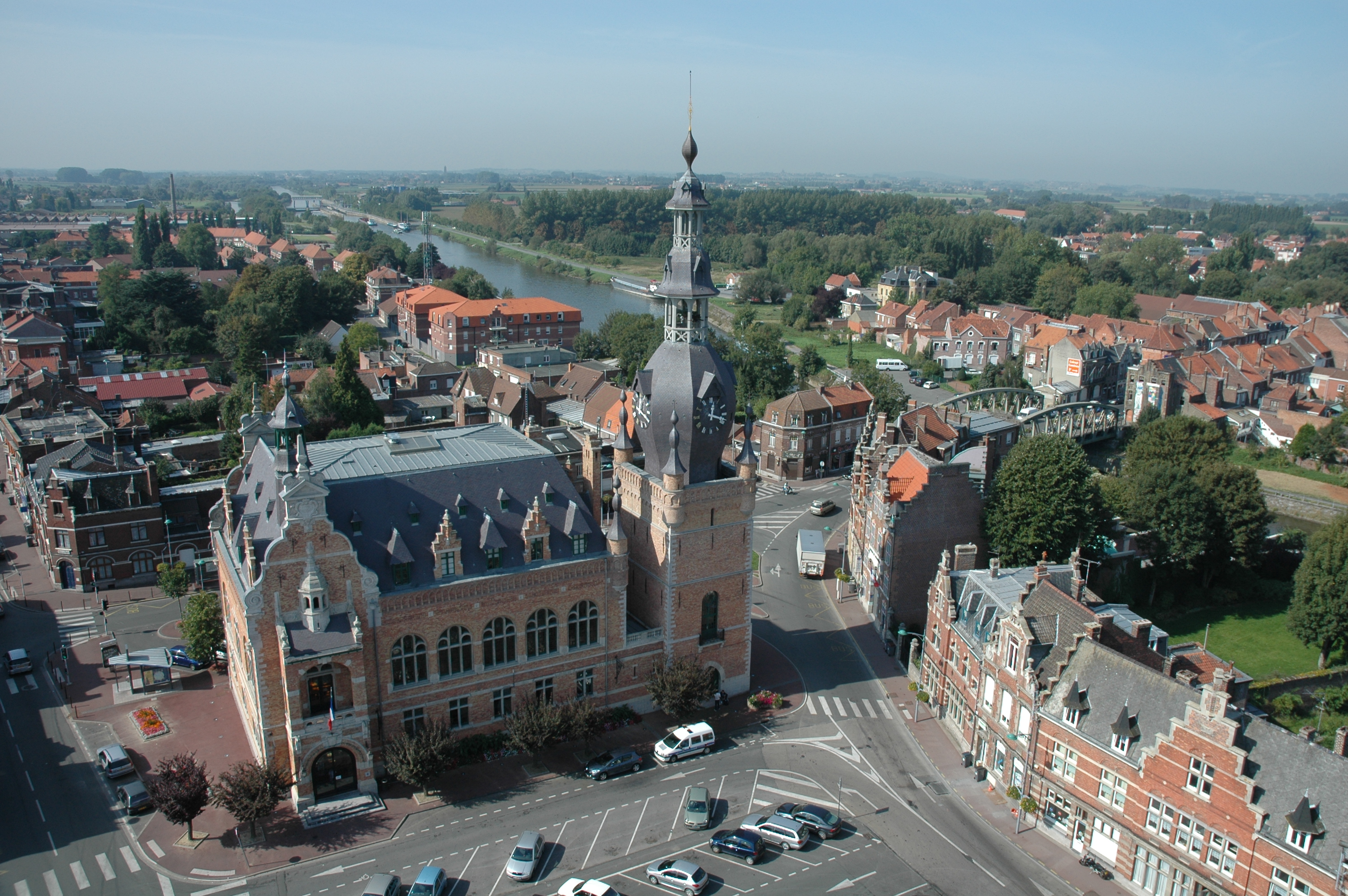
Belfort van Komen
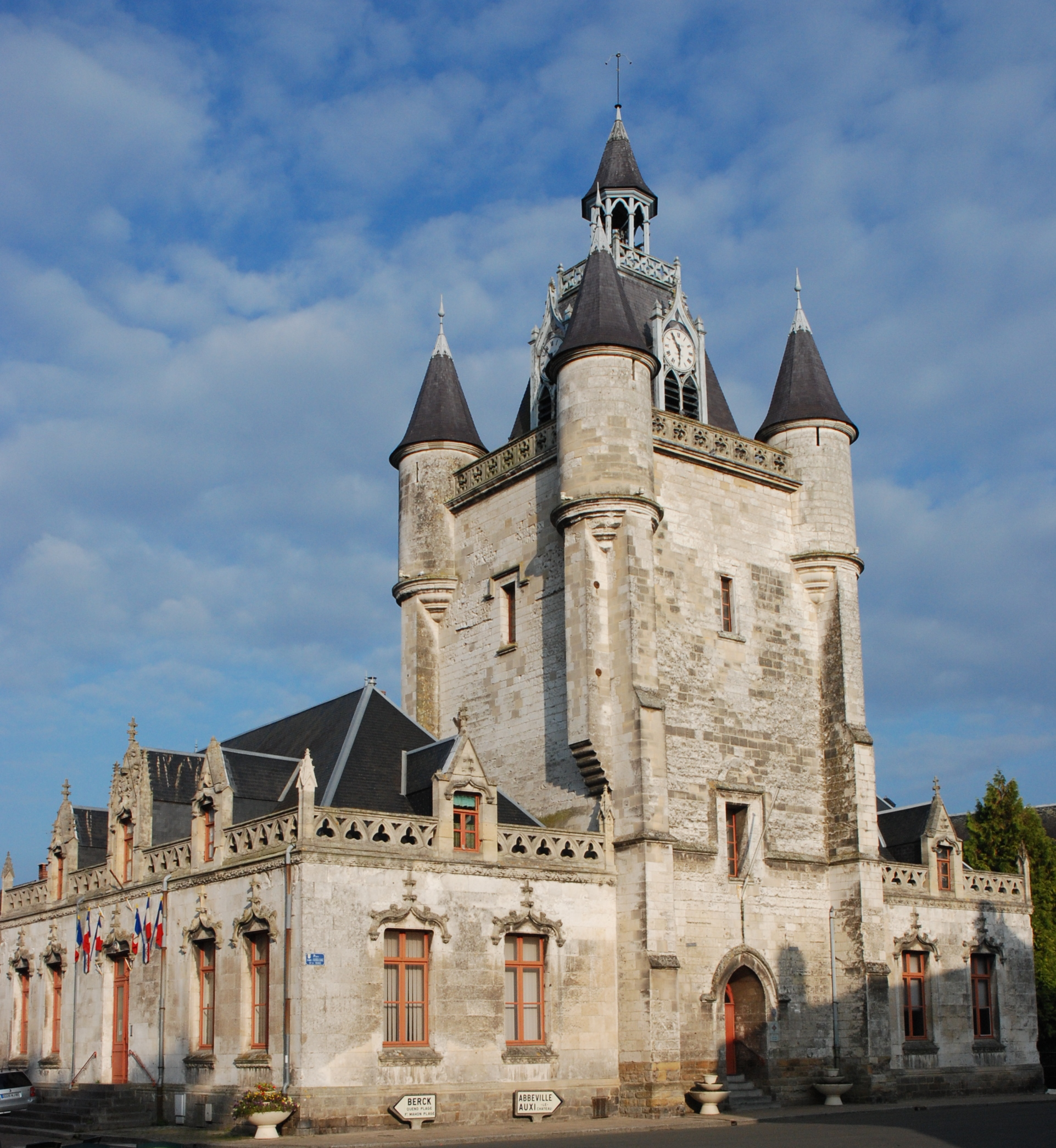
Belfort van Rue
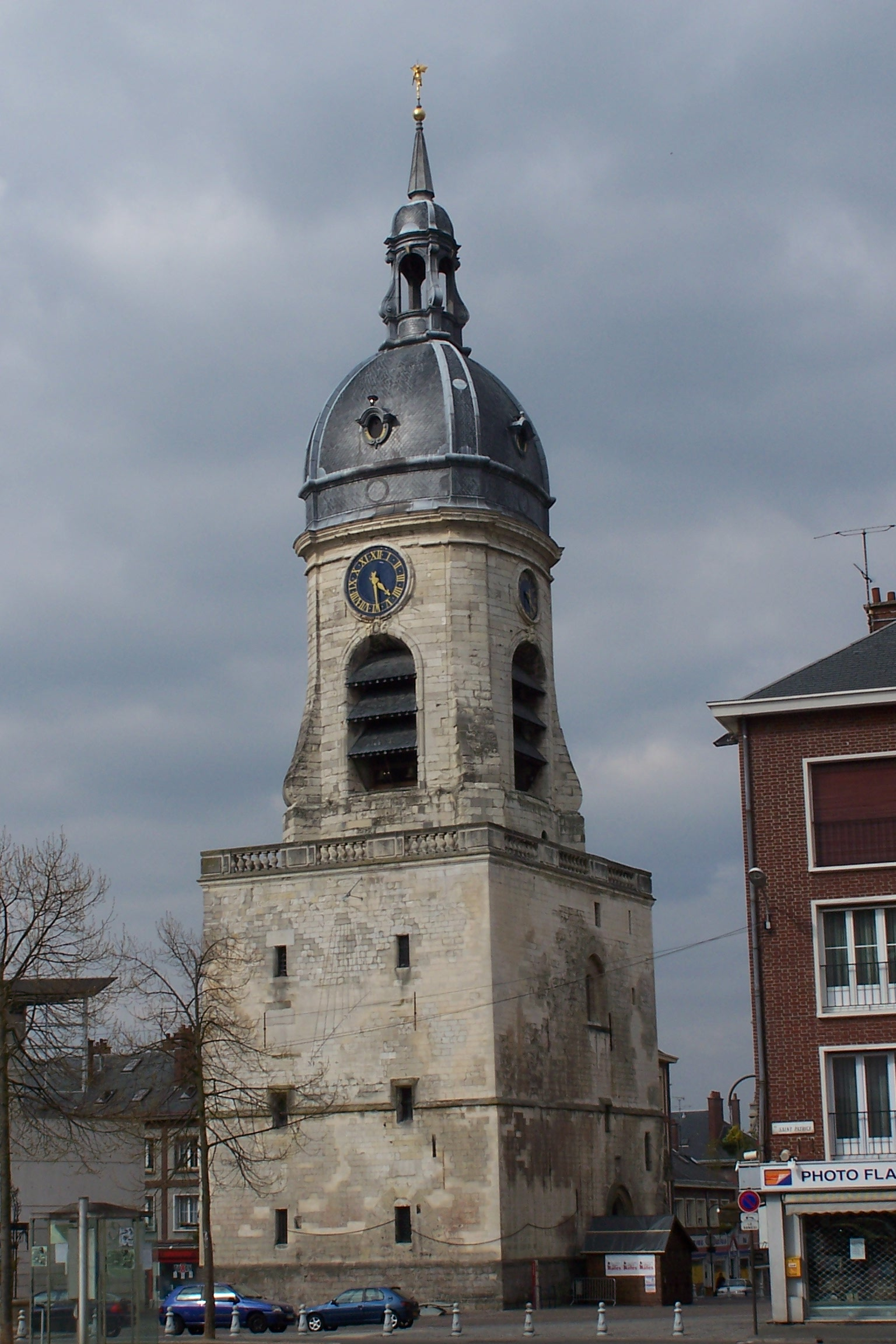
Belfort van Amiens
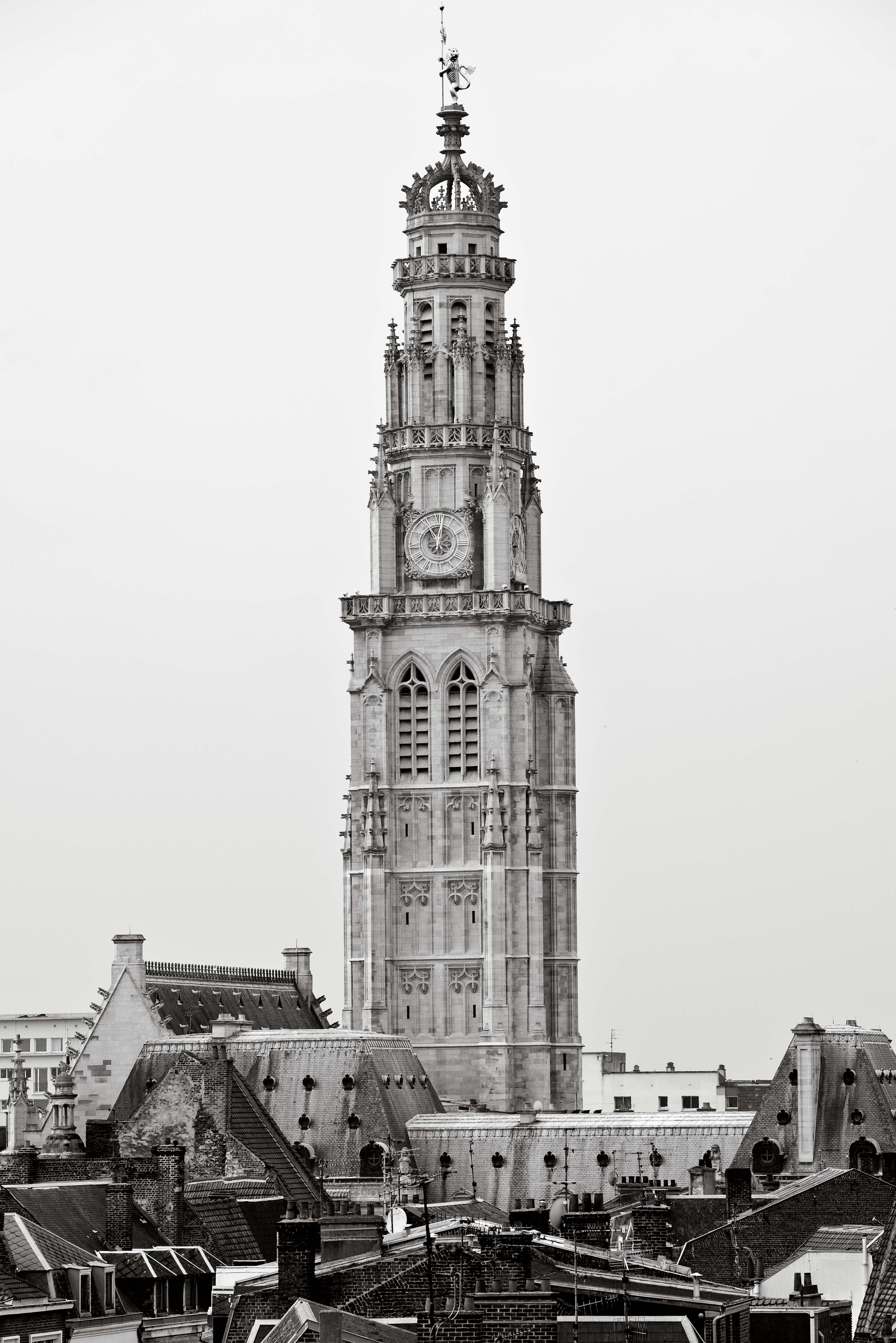
Belfort van Arras
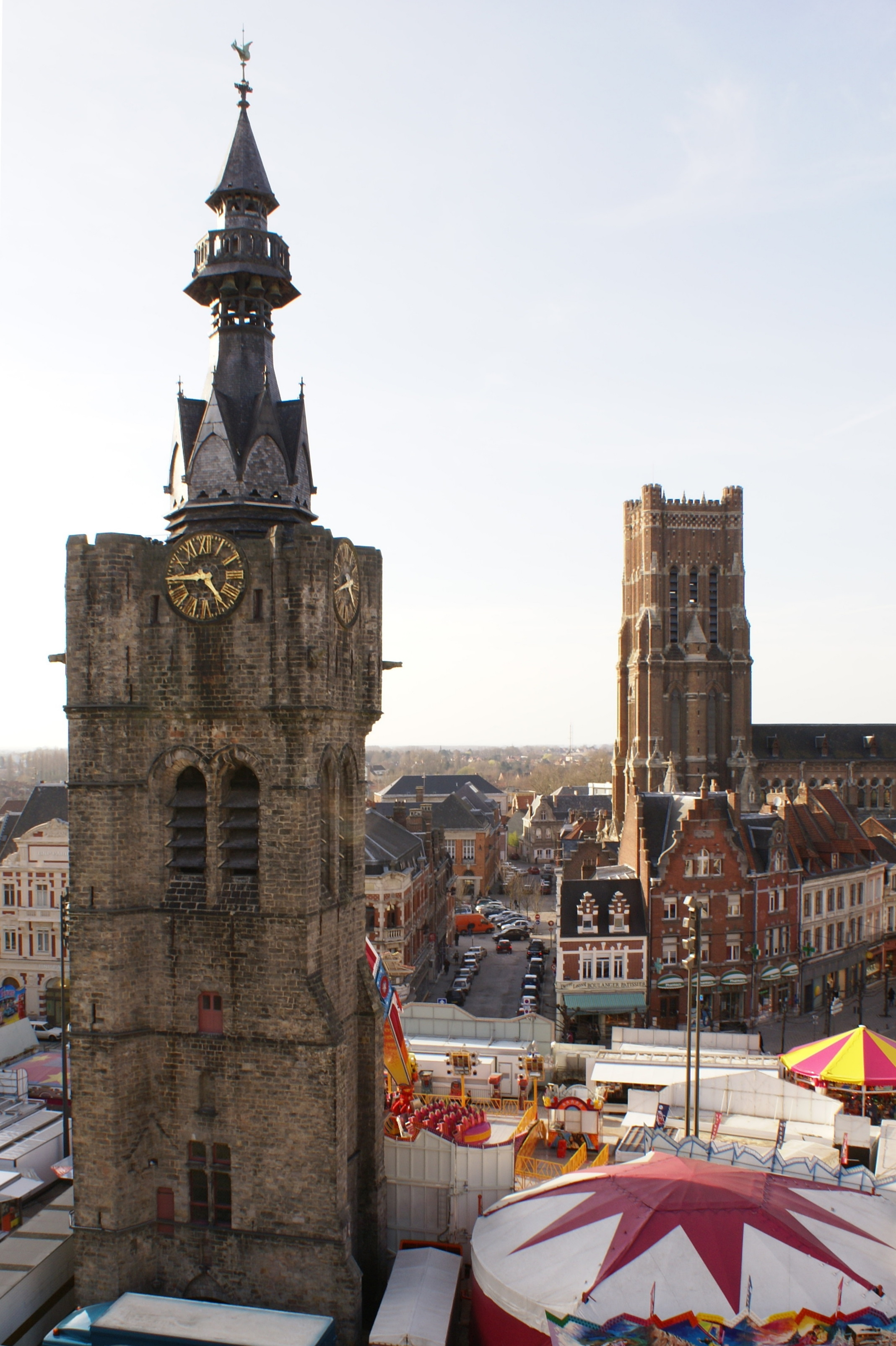
Belfort van Béthune
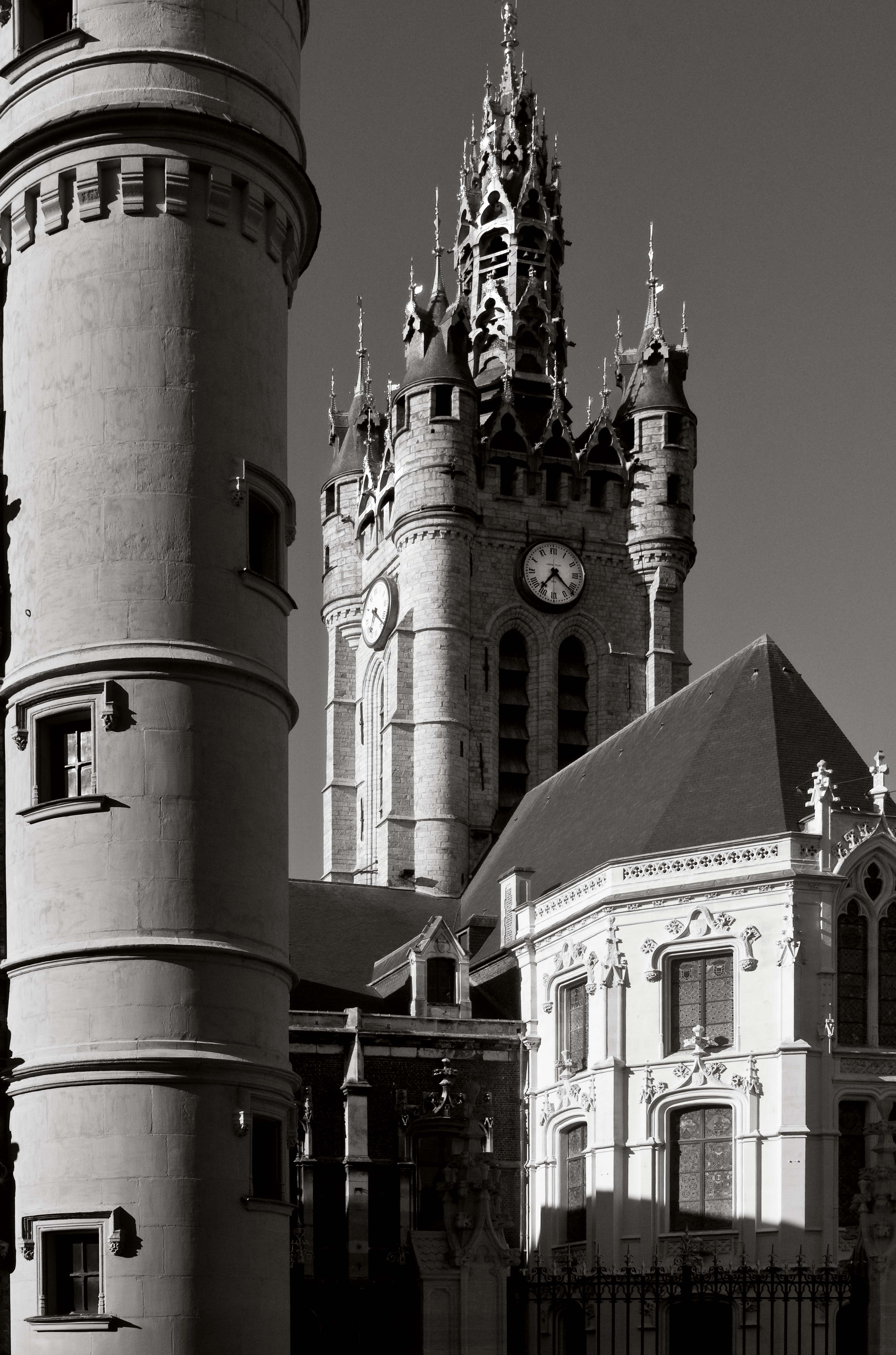
Belfort van Douai
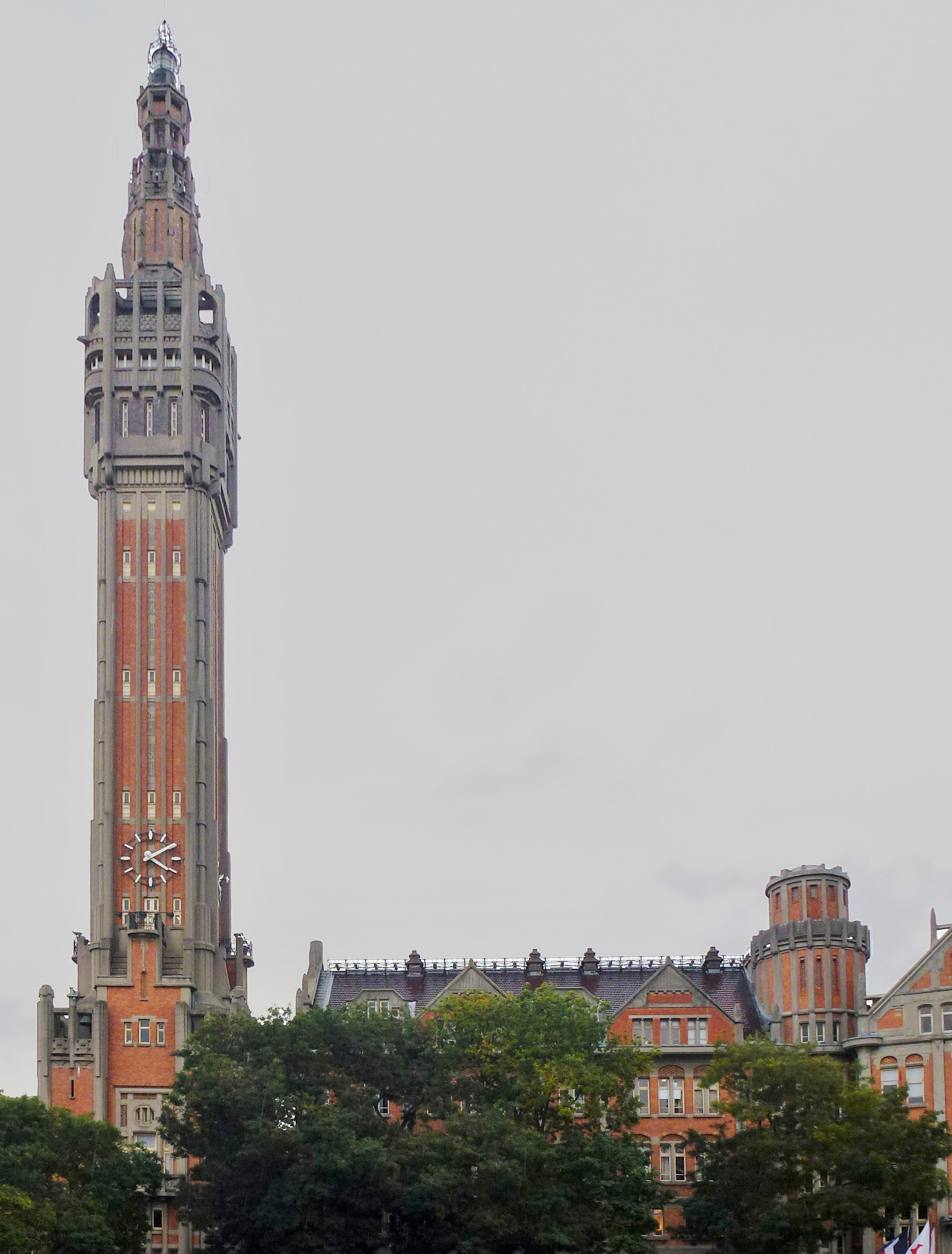
Belfort van het stadhuis van Rijsel
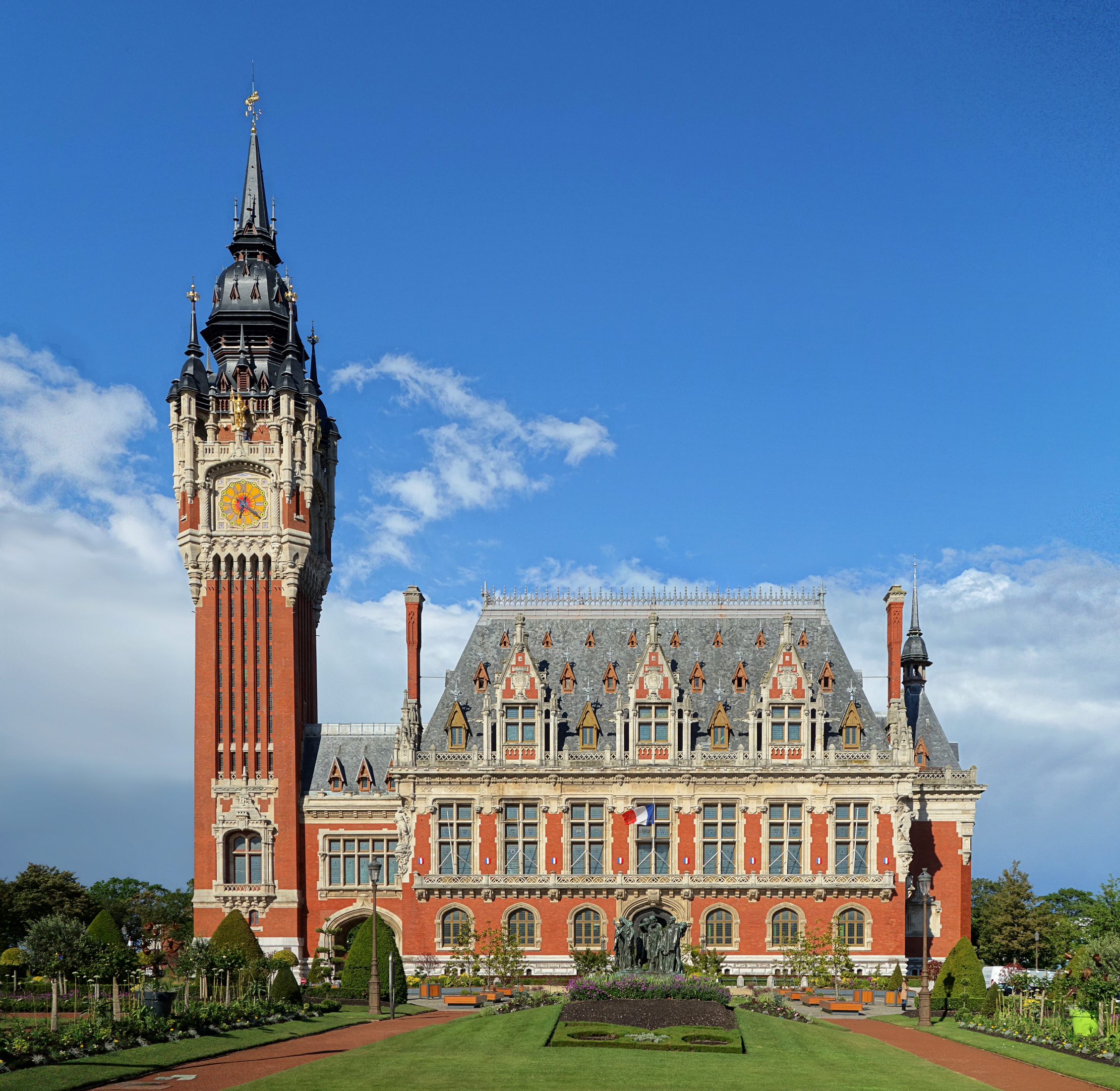
Belfort van het stadhuis van Calais
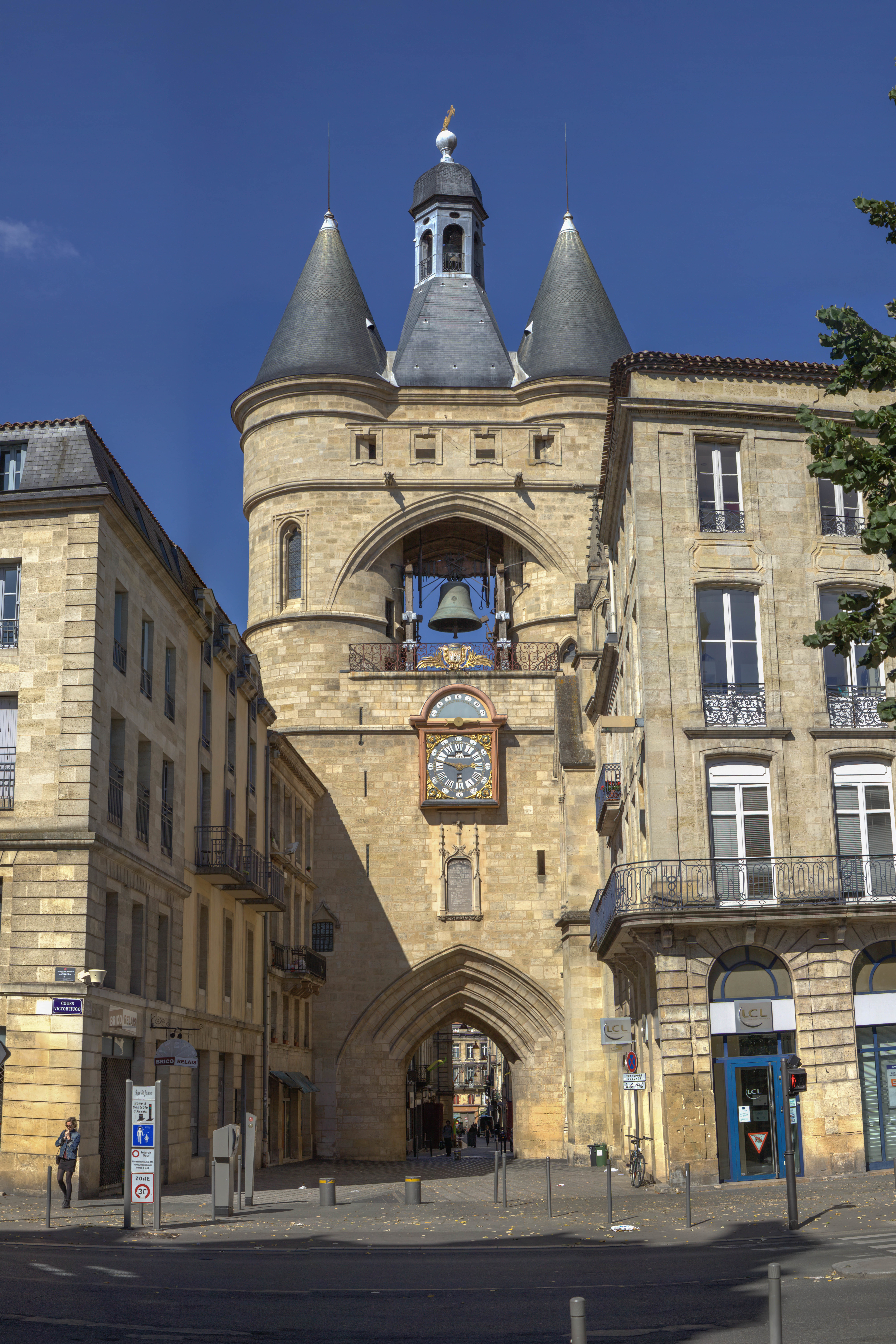
Grosse Cloche, belfort van het vroegere stadhuis van Bordeaux

## Voetnoten
1. ↑  https://www.pzc.nl/regio/zeeland/6091226/Belfort-werelderfgoed.ece
2. ↑  Gand et Flandre : chroniques inédites, avec cartes, miniatures, monuments, armories, scels, et aultres choses historiques & tant curieuses. lib.ugent.be. Geraadpleegd op 28 augustus 2020.
3. ↑  Quote van externe link Gedetailleerde argumentatie voor lijst ID 943/943bis, UNESCO Website: "Het Hôtel de Ville in Antwerpen (1564) is an excellent voorbeeld van de transpositie van Renaissance principes in de centrale risalith met bovenliggende verminderende registers geflankeerd door obelisken en figuurwerk en afgemaakt met en fronton, het thema van het centrale Belfort herhalend." – Hôtel de Ville is Frans voor 'Stadhuis'.
4. ↑  de UNESCO stelt ongepast in het Frans: ID 943-016 Tour de Saint-Rombaut ; in het Nederlands is dit Sint-Romboutstoren die de belangrijkste toren is van de kathedraal, ooit ook gebruikt als wachttoren tegen brand.
5. ↑  UNESCO stelt, ongepast in het Frans: ID 943-015 Ancienne Halle avec Beffroi ; in het Nederlands is dit Oude [of: Voormalige] Halle met Belfort. Deze 14e-eeuwse Lakenhal met het nooit tot de ontworpen hoogte gebouwde Belfort – beiden bijna nooit gebruikt voor het eigenlijke doel – met recentere aangrenzende gebouwen vormen het hedendaagse Stadhuis.
6. ↑  Het Belfort heet nu Halletoren vanwege een aangrenzende Lakenhal die niet meer bestaat; de toren is nu vrijstaand.
7. ↑  Het Belfort heet Hallentoren, meervoud: van de twee naastgelegen vleugels of hallen bestaat er nog maar één, daarom Lakenhal, enkelvoud.
8. ↑  Het Landhuis in het centrum was ooit de zetel van de kasselrij of burggraafschap Veurne-Ambacht die de streek diende, in tegenstelling tot het Stadhuis dat de stad dient. Het Landhuis werd later gerechtshof en is tegenwoordig een cultureel gebouw.
9. ↑  De naam Mammelokker voor het wachthuis aan de kant van de Lakenhal die ooit dienstdeed als gevangenis, zie verhaal van een gevangene.
10. 1 2  de UNESCO stelt: ID 943-040 Beffroi de l’Hôtel de Ville, ID 943-039 Beffroi de l'église Saint-Eloi – meer in: (fr)  Monuments in Dunkirk

Vlaamse begijnhoven ·
Grote Markt van Brussel ·
Scheepsliften op het Canal du Centre ·
Belforten in België en Frankrijk ·
Historisch centrum van Brugge ·
Herenhuizen van de architect Victor Horta (Brussel) ·
Neolithische vuursteenmijnen in Spiennes (Bergen) ·
Onze-Lieve-Vrouwekathedraal in Doornik ·
Museum Plantin-Moretus ·
Oude en voorhistorische beukenbossen van de Karpaten en andere regio's van Europa · 
Stocletpaleis ·
Belangrijkste mijnsites van Wallonië · 
Architecturaal werk van Le Corbusier (Maison Guiette)  · 
Historische kuuroorden van Europa (Spa) · 
Koloniën van Weldadigheid (Wortel-Kolonie)
Mont-Saint-Michel en baai · Kathedraal van Chartres · Paleis en park van Versailles · Basiliek van Vézelay op de colline éternelle · Prehistorische locaties en beschilderde grotten in de Vézèrevallei · Paleis en park van Fontainebleau · Kathedraal van Amiens · Romeins theater en omgeving en de triomfboog van Orange · Arles, Romeinse en romaanse monumenten · Cisterciënzer Abdij van Fontenay · Zoutziederij Salins-les-Bains en Koninklijke zoutziederij Arc-et Senans · Place Stanislas, Place de la Carrière en Place d'Alliance in Nancy · Abdijkerk van Saint-Savin-sur-Gartempe · Golf van Porto: Calanches de Piana, Golf van Girolata, Natuurreservaat Scandola · Pont du Gard · Straatsburg: Grande-Île · Parijs: oevers van de Seine · Kathedraal Notre Dame, Abdij van Saint-Remi en Paleis van Tau in Reims · Kathedraal van Bourges · Historisch centrum van Avignon · Canal du Midi · Historische vestingstad Carcassonne · Nationaal park Pyrénées-Mont Perdu · Pelgrimsroutes in Frankrijk naar Santiago de Compostella · Historisch Lyon · Rechtsgebied van Saint-Émilion · Loiredal tussen Sully-sur-Loire en Chalonnes-sur-Loire · Provins, stad van middeleeuwse jaarmarkten · Le Havre, stad herbouwd door Auguste Perret · Belforten in België en Frankrijk · Bordeaux, Port de la Lune · Vestingwerken van Vauban · Lagunes van Nieuw-Caledonië: rifdiversiteit en ecosystemen · Bisschopsstad Albi · Pitons, cirques en "remparts" van het eiland Réunion · De Causses en de Cevennen, mediterraan agropastoraal cultuurlandschap · Prehistorische paalwoningen in de Alpen · Steenkoolbekken van Nord-Pas-de-Calais · Beschilderde grot van de Pont d'Arc, bekend als de Grotte Chauvet-Pont-d’Arc, Ardèche · De climats van de wijnstreek Bourgogne · Heuvels, huizen en wijnkelders van Champagne · Architecturaal werk van Le Corbusier · Taputapuātea · Tektonisch landschap Chaîne des Puys en Limagnebreuklijn · Franse Zuidelijke Gebieden en Zeeën · Historische kuuroorden van Europa (Vichy) · Vuurtoren van Cordouan · Nice, winterbadplaats aan de Rivièra  · Oude en voorhistorische beukenbossen van de Karpaten en andere regio's van Europa ·  Te Henua Enata - De Markiezeneilanden